# Sous-marin nucléaire lanceur d'engins

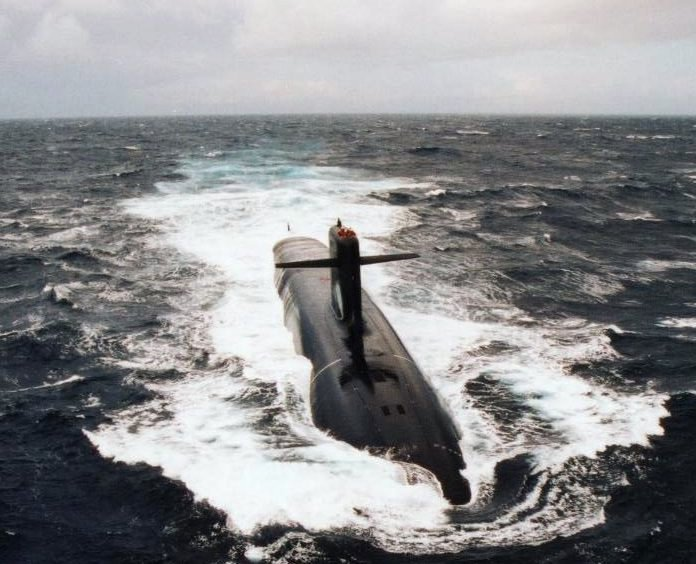
Le SNLE-NG, de la Marine nationale française.

Un sous-marin nucléaire lanceur d'engins (SNLE), aussi connu comme SSBN en anglais (dans le système de désignation des bâtiments de l'US Navy et celui de l'OTAN), est un sous-marin à propulsion nucléaire navale de très grande taille, équipé de missiles balistiques stratégiques à charge nucléaire en tubes verticaux et lancés en plongée. Il est également équipé en torpilles et en missiles à changement de milieu, des armes anti-navires pour son auto-défense. Sa mission est la dissuasion nucléaire ; il assure, à ce titre, la garantie d'une frappe nucléaire de riposte, en raison de la difficulté de le localiser lors de ses patrouilles en plongée, grâce notamment à ses qualités de discrétion acoustique. La difficulté à localiser et à identifier le sous-marin lanceur d'engins permet en outre l'utilisation en première frappe, car la riposte ne saura qui frapper parmi les possesseurs de SNLE (en théorie). Il est possible d'imaginer au pire une attaque anonyme (réalisable également avec un sous-marin lanceur d'engins à propulsion classique)
Les pays qui disposent au début du XXIe siècle de ce type de sous-marin sont les États-Unis, la Russie, la France, le Royaume-Uni, la Chine et l'Inde. Les États-Unis et la Russie possèdent à eux seuls plus de 80 % de la flotte de SNLE mondiale.

## Historique

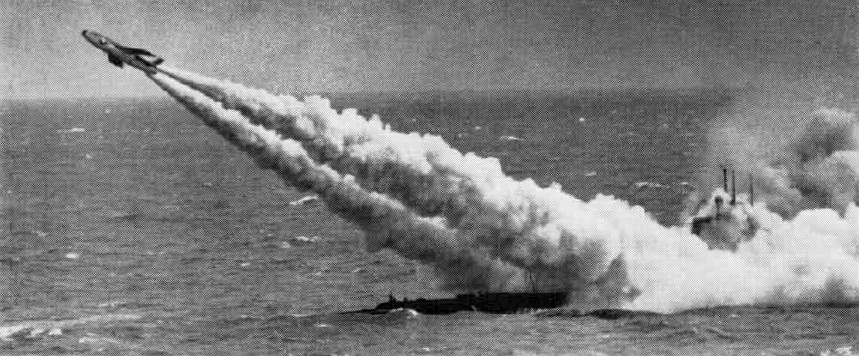
Le USS Tunny (SSG-282) tirant un missile de croisière SSM-N-8A Regulus.

Des projets de sous-marins pouvant tirer des missiles contre des cibles terrestres furent imaginés par le complexe militaro-industriel allemand durant la Seconde Guerre mondiale mais ne furent jamais réalisés. Les anciens Alliés firent chacun de leur côté des projets en ce domaine.
Après avoir étudié les missiles allemands, des variantes du V-1 furent tirées depuis la mer par les USS Carbonero (SS-337) (en) et USS Cusk (SS-348) (en) en février 1947, la portée de ces engins était de 135 milles nautiques et leur erreur circulaire probable de près de 6 km.
Les États-Unis lancèrent plusieurs programmes pour se doter de systèmes d'armes plus performants. Ils déployèrent le missile de croisière SSM-N-8 Regulus subsonique d'une portée de 900 km dont le premier tir eut lieu en juillet 1953 depuis le USS Tunny (SSG-282). L'USS Halibut (SSGN-587), doté d'un lanceur de missiles Regulus pouvant emporter cinq de ces derniers, lancé en janvier 1959. Il est le premier sous-marin nucléaire lanceur de missiles de croisière.
Les premiers sous-marins porteurs de missiles balistiques sont, à partir de 1955, six navires modifiés type projet AV611 ou classe Zoulou-V selon le code OTAN de la marine soviétique. Ces sous-marins à propulsion conventionnelle étaient porteurs de deux missiles R-11FM dérivés du Scud qui devaient être tirés en surface.

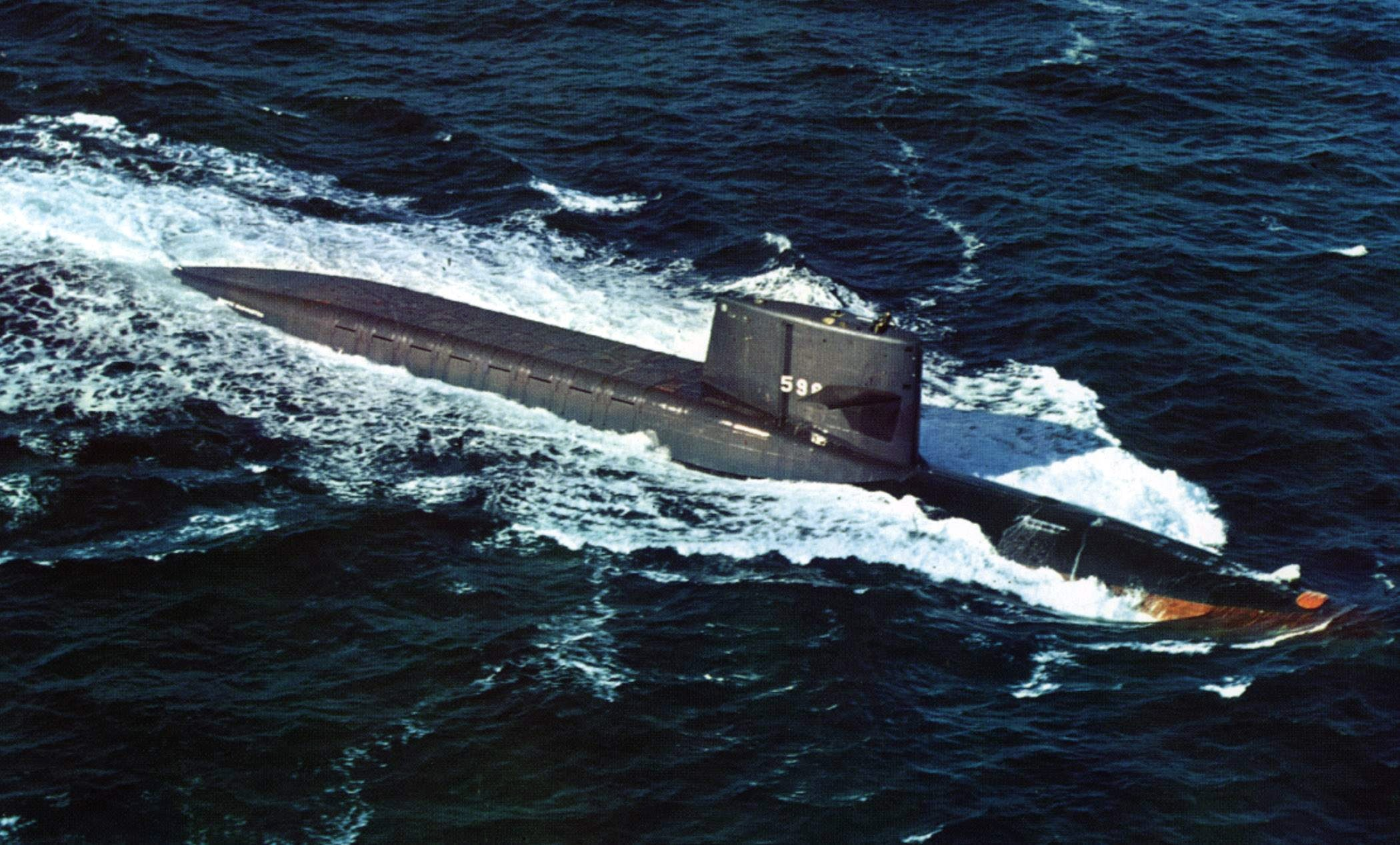
L'USS George Washington (SSBN-598), le premier SNLE de l'Histoire.

Mais le premier véritable SNLE fut l'USS George Washington (SSBN-598) de l'United States Navy opérationnel à partir de 1960 avec ses UGM-27A Polaris d'une portée de 2 200 km.
À partir des années 1960, ces vecteurs virtuellement indétectables sont un des piliers de la destruction mutuelle assurée grâce à leur capacité de seconde frappe en cas d'attaque nucléaire de l'autre camp.
La mise en service de sous-marins lance-missiles à propulsion conventionnelle entraîne, dans la liste des codes des immatriculations des navires de l'US Navy, l'utilisation du sigle SSB (Ballistic Missile Submarine) pour les sous-marins à propulsion diesel (dans les années 2010, un sous pavillon chinois, le type 032 et un ou des sous-marins nord-coréens de la classe Sinpo ) et du sigle SSBN (sigle "SSB(N)" jusqu'au années 70) pour désigner les sous-marins à propulsion nucléaire navale[pas clair].

## Caractéristiques techniques
La spécificité du SNLE est d'emporter des missiles balistiques armés d'une ou plusieurs têtes nucléaires qui jouent un rôle central dans la dissuasion nucléaire. Il en découle plusieurs caractéristiques :
- c'est un sous-marin de gros tonnage car les missiles sont de grande taille (une dizaine de mètres de haut) et ils ont une masse individuelle qui dépasse les 50 tonnes pour les missiles récents (Trident, M51…). Compte tenu du coût d'un SNLE, celui-ci emporte plus d'une dizaine de missiles (jusqu'à 24, plus généralement 16). Il en découle que le maitre-bau de ces navires est de l'ordre de 9 à 10 mètres, sinon plus, et que le déplacement en plongée dépasse en général 9 000 tonnes. La partie du navire qui contient les missiles (la tranche missiles) représente entre un quart et un tiers du volume du sous-marin ;
- la discrétion pour le SNLE est vitale car s'il est repéré il sera intercepté avant d'avoir pu remplir son rôle principal. Tous les équipements sont pensés en fonction de ce critère. Le sous-marin dispose de détecteurs (sonars) particulièrement sophistiqués lui permettant d'identifier et de localiser d'éventuelles menaces extérieures afin de pouvoir s'en éloigner ;
- pour remplir sa mission, le SNLE va durant sa sortie rester plusieurs mois sous l'eau en croisant loin des zones fréquentées. La résistance psychologique de l'équipage, qui reste enfermé durant toute la mission, constitue la principale limite de cette patrouille. Les aménagements de l'équipage (nourriture, cabines, espaces de détente, volumes, suivi médical) sont beaucoup plus élaborés que sur les autres types de sous-marins ;
- compte tenu de son rôle le SNLE emporte des torpilles et éventuellement des missiles anti-navires qui sont utilisées uniquement en tant qu'armes défensives.

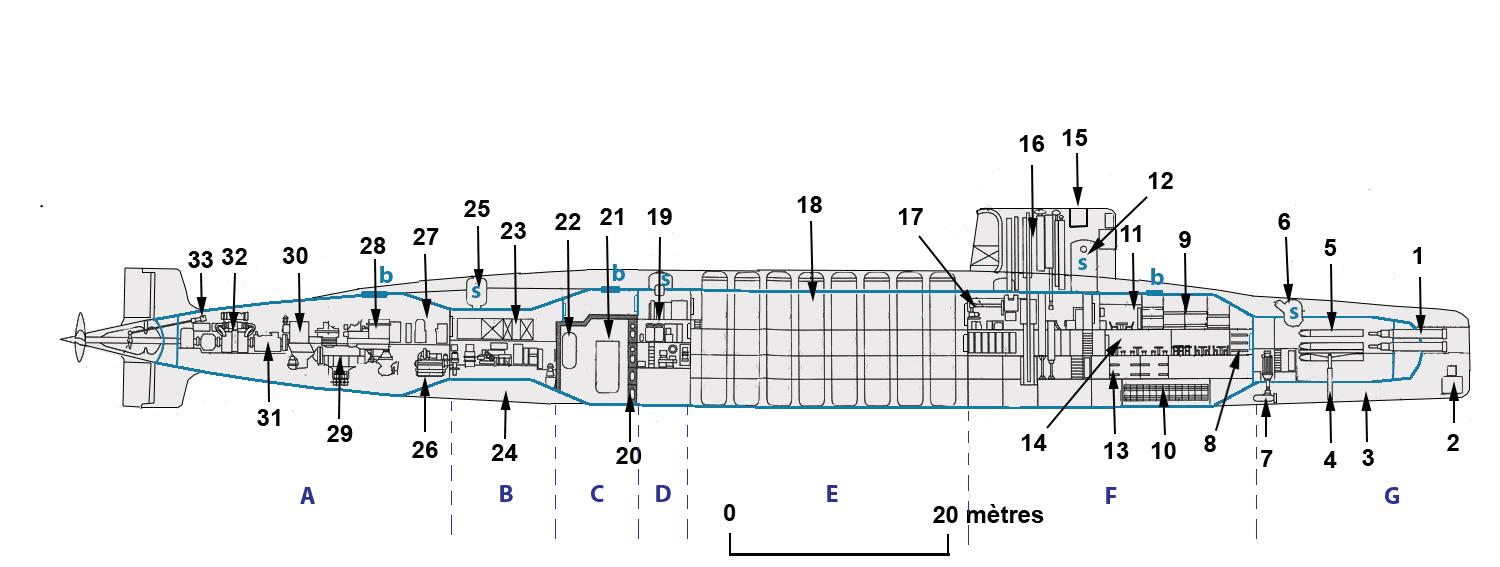
Schéma d'un SNLE (ici le classe Redoutable) en coupe (la coque épaisse est tracée en bleu) : 1 Tubes lance-torpilles (x4) - 2 Antenne sonar - 3 Ballasts avant - 4 Élévateur à torpilles - 5 Salle des torpilles - 6 Sas avant - 7 Propulseur d'étrave - 8 Cabines de l'équipage - 9 Cabines des officiers - 10 Batteries électriques - 11 Carré des officiers - 12 Sas du massif - 13 Cabines des officiers mariniers - 14 Cafétéria - 15 Poste de veille - 16 Forêt des périscopes - 17 Poste central navigation/opérations (PCNO) - 18 Tube de missile (x16) - 19 Atelier, usines oxygène... - 20 Enceinte chaufferie nucléaire - 21 Cœur du réacteur nucléaire - 22 Générateurs de vapeur (x2) - 23 Poste central propulsion (PCP) - 24 Ballasts arrière - 25 Sas arrière - 26 Usine frigorifique - 27 Turbo-alternateur - 28 Turbines - 29 Réducteur - 30 Embrayeur - 31 Moteur électrique auxiliaire - 32 Vérin barre de plongée. La coque épaisse est subdivisée sur sa longueur en tranches (A,B,C,D,E,F,G) isolées par des cloisons étanches qui peuvent être résistantes (en bleu) ou non. La coque épaisse est percée par quatre sas (s) qui permettent à l'équipage d'y pénétrer et comporte trois brèches (b) utilisées lors des grandes révisions pour remplacer les plus grosses pièces ou recharger le réacteur nucléaire.

## Mise en œuvre

### Spécificités du SNLE
Le SNLE a pour mission de rester dissimulé, à l'écoute permanente des instructions, prêt à tirer ses missiles, dès que l'ordre lui en est donné, vers les cibles désignées. La puissance des charges militaires (pour un SNLE français en 2020 : 96 têtes nucléaires, chacune ayant une puissance égale à plusieurs fois celles de la bombe d'Hiroshima) et la difficulté à localiser un SNLE en plongée sont au cœur du principe de la dissuasion nucléaire. Les systèmes de détection classiques (caméras, radars) ne fonctionnent pas dans l'eau ; seules les ondes acoustiques (sonar) permettent de repérer un sous-marin en plongée, toutefois avec une portée limitée (de quelques kilomètres à quelques dizaines de kilomètres). Ces sonars deviennent inopérants si le sous-marin plonge sous une thermocline, c'est-à-dire sous la limite entre les couches d'eau superficielles plus chaudes et les couches d'eau plus profondes. Pour accroître ses chances de dissimulation, la signature sonore des SNLE est particulièrement soignée. À une profondeur supérieure à 100 mètres il est impossible, même dans des eaux cristallines, d'identifier visuellement un sous-marin ; or les SNLE ont une profondeur d'immersion d'au moins 300 mètres. La propulsion nucléaire permet au SNLE de rester en permanence en plongée
Pour être crédible, la force de dissuasion nucléaire d'un pays doit maintenir en permanence au moins un SNLE prêt à tirer dans son secteur de patrouille c'est-à-dire dans un lieu non identifiable. En France et au Royaume-Uni, cet objectif nécessite de disposer d'une flotte de quatre SNLE compte tenu de la nécessité d'assurer les maintenances lourdes (IPER en France), d'effectuer la relève des équipages, la maintenance courante et les temps de transit jusqu'à la zone de patrouille.

### Critères de sélection de la zone de patrouille
Le secteur de patrouille est choisi en tenant compte des objectifs et des contraintes suivantes :
- La distance entre le sous-marin et les cibles potentielles doit être compatible avec les capacités des missiles. Cette contrainte imposait aux SNLE de la classe Le Redoutable, à leur début, de naviguer au large de la Norvège car les missiles M1 ne portaient pas à plus de 2 450 kilomètres (à l'époque la cible était l'Union soviétique). Les SNLE français actuels n'ont plus cette contrainte pour cette cible (portée de 9 000 kilomètres). Les patrouilles se déroulent dans l'océan Atlantique. Les États-Unis, confrontés aux nouvelles menaces potentielles (Corée du Nord ou Chine), ont réparti récemment leur flotte de SNLE entre l'océan Atlantique et l'océan Pacifique.
- La zone de patrouille doit permettre de parcourir de grandes distances, en disposant en permanence de suffisamment de fond (au minimum plusieurs centaines de mètres).
- Elle doit être à l'écart des routes commerciales.
- Le SNLE doit éviter les navires militaires ou les navires civils aux activités susceptibles de contribuer à sa détection (chalutiers russes ou chinois).

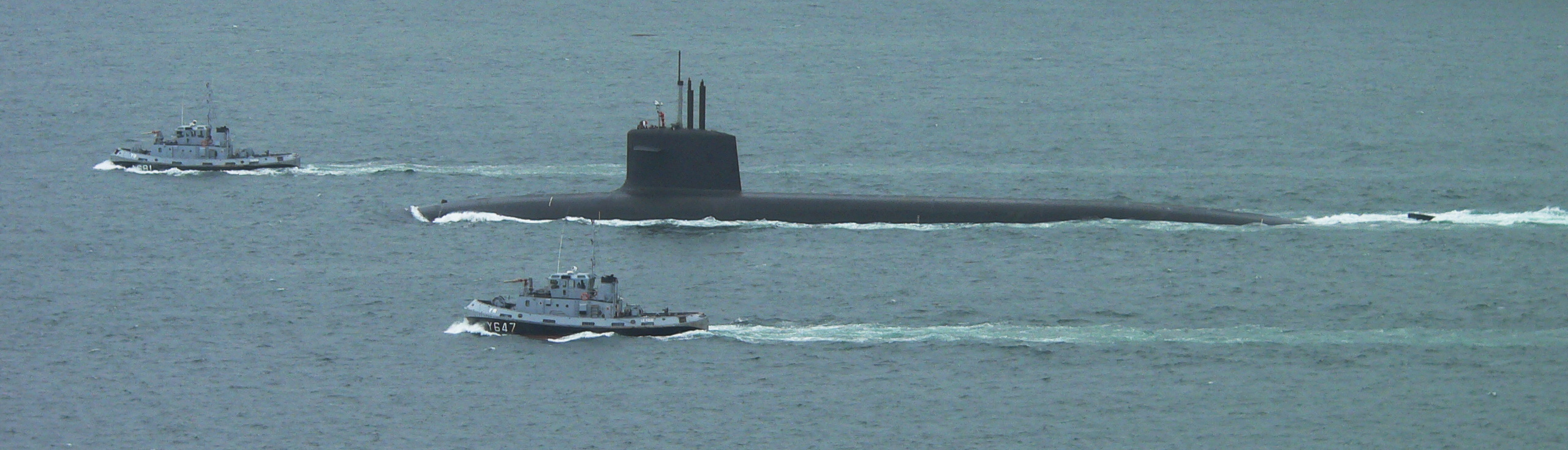
Début de patrouille du SNLE français Le Terrible.

### Déroulement d'une patrouille
La durée d'une patrouille n'est pas limitée par la quantité de carburant car le réacteur nucléaire peut fonctionner durant plusieurs années avant de renouveler son combustible. C'est la résistance de l'équipage (et surtout le ravitaillement) qui fixent la durée d'une patrouille. Pour les SNLE français celle-ci dure en moyenne 4 à 6 mois selon les besoins et la crise en cours ainsi que la durée de maintenance des autres SNLE. Le SNLE quitte son port d'attache (l'île Longue près de Brest pour les SNLE français) avec une escorte chargée de traquer d'éventuels navires (sous-marins) ou les dispositifs d'écoute destinés à identifier la signature du SNLE (ces navires blanchissent la zone d'appareillage). En France cette escorte comprend un sous-marin d'attaque qui fait fonction d'éclaireur. Le SNLE dont le tirant d'eau est de plus de 10 mètres navigue en surface tant qu'il n'a pas atteint la limite du plateau continental à partir de laquelle débutent les grands fonds. Il plonge alors et revient en surface en fin de patrouille.

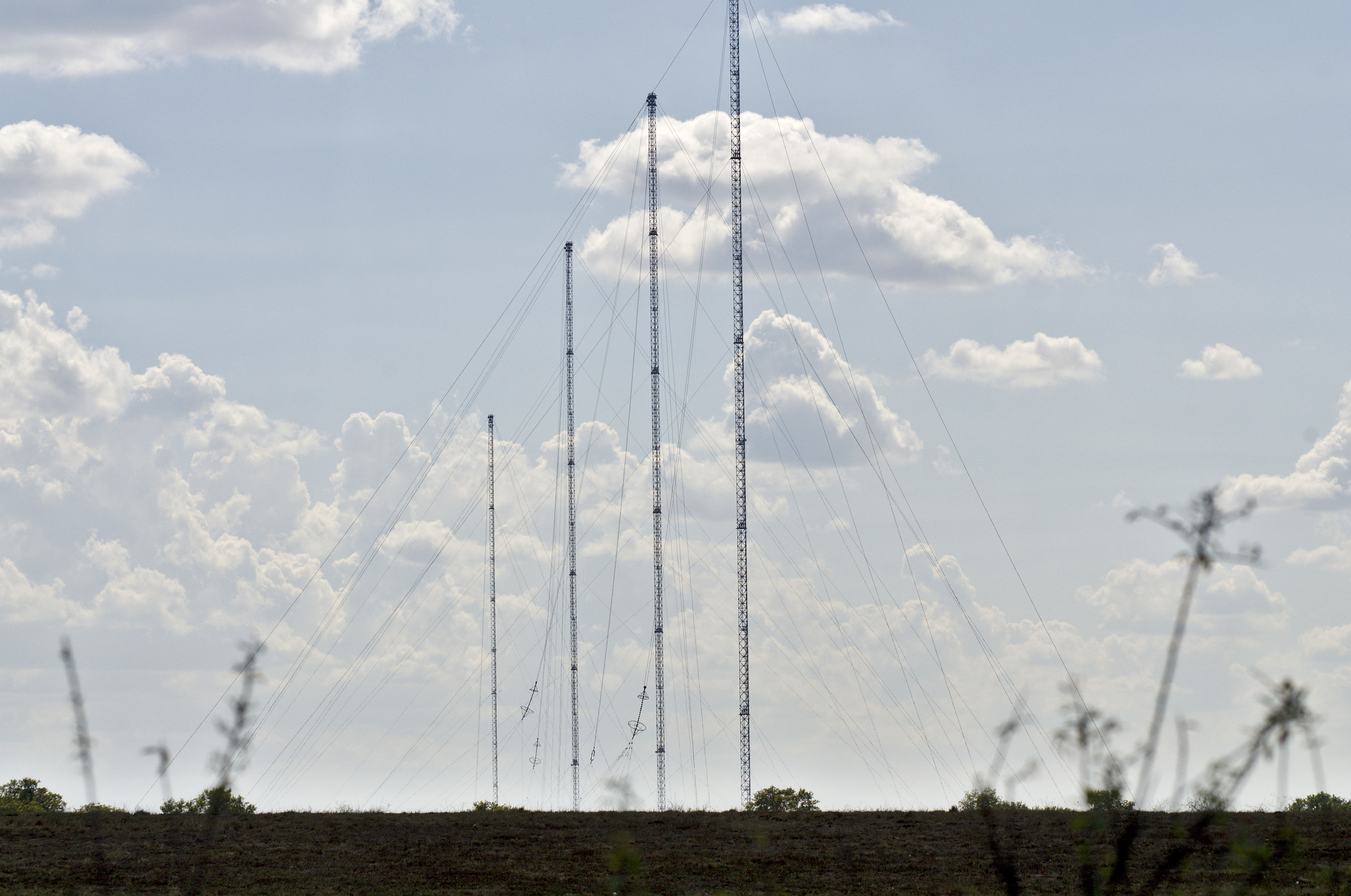
Centre de transmission de Rosnay communiquant avec les SNLE en patrouille.

Le SNLE entame alors la manœuvre de dilution : en naviguant à vitesse réduite, de manière à limiter sa signature sonore, en modifiant régulièrement sa route et en se tenant à l'écart de tout navire susceptible de le détecter, il empêche les forces hostiles d'identifier et de prévoir sa position. L'équipage reste en permanence à l'écoute de son environnement en utilisant les sonars passifs très sophistiqués dont dispose le sous-marin (sonar d'étrave, sonars de flancs et sonar remorqué) et en comparant les signatures sonores avec une bibliothèque sonore constituée au fil du temps. Chaque type de navire se distingue par sa signature sonore qui résulte notamment des caractéristiques de son système propulsif (hélice,...). Les ondes électromagnétiques ne pénétrant pas dans l'eau, le SNLE utilise une antenne filaire qui flotte à quelques mètres de la surface pour recevoir informations et instructions venant de sa base. Celle-ci transmet des informations sur la situation militaire (position des navires alliés ou ennemis, manœuvres en cours, situation géopolitique) et éventuellement les instructions de tir. Les communications se font en ondes à très basse fréquence car celles-ci permettent de communiquer à très grande distance et peuvent pénétrer dans l'eau jusqu'à une faible profondeur. Les stations de transmission à terre (il y en a quatre pour la France : Rosnay (36), Saint-Assise (77), Kerlouan (29) et La Régine (11)) disposent d'antennes géantes soutenues par d'immenses pylônes. La contrepartie de cette longueur d'onde est que le volume d'informations transmis est faible. Dans les sous-marins français, chaque membre d'équipage peut recevoir une fois par semaine un message de ses proches, limité à quelques dizaines de mots, qui passe par la censure à l'émission ainsi qu'à la réception. En principe, le SNLE n'émet jamais pour éviter toute détection. Seules des situations d'urgence médicale (incident de santé mettant en danger la personne concernée, sans possibilité de soin à bord) ou de panne technique grave peuvent amener le sous-marin à émerger partiellement ou totalement et à émettre. À l'issue de la patrouille, le SNLE regagne son port d'attache en émergeant peu avant lorsque les fonds ne permettent plus de se maintenir en plongée en sécurité,.

### Lancement des missiles
- Déroulement du lancement d'un missile depuis un SNLE

Le déclenchement du tir nucléaire est décidé par les plus hautes autorités du pays. À réception de l'ordre par le SNLE, deux hommes, le commandant et son second, exécutent simultanément les mêmes actions de lancement dans des locaux séparés pour que celles-ci soient prises en compte. Les instructions de lancement ainsi que l'actualisation de la position sont chargées dans chaque ordinateur embarqué de chaque missile. La séquence de lancement se déroule ensuite pratiquement sans intervention humaine une fois que le sous-marin est remonté à une immersion de quelques dizaines de mètres. Les missiles sont tirés en séquence. À l'intérieur du tube du missile, la pression est équilibrée avec la pression extérieure puis la porte du tube est ouverte. Un système de chasse utilisant de l'air comprimé expulse le missile à une vitesse d'environ 100 km/h. Celui-ci perfore la membrane qui empêche l'eau d'envahir le tube. Le premier étage du missile s'allume alors que celui-ci est encore sous l'eau. Lorsqu'il émerge, son orientation est corrigée pour la rapprocher de la verticale. L'arrêt de la phase propulsée du dernier étage est commandée par un système d'arrêt de poussée car la précision du tir est étroitement liée à la vitesse terminale du missile (un écart de vitesse de 1 m/s se traduit par un écart de 1 kilomètre à l'arrivée). Le missile poursuit son ascension avec la vitesse acquise et décrit une trajectoire balistique qui culmine à plusieurs centaines de kilomètres d'altitude.

## Les flottes de SNLE

### États-Unis

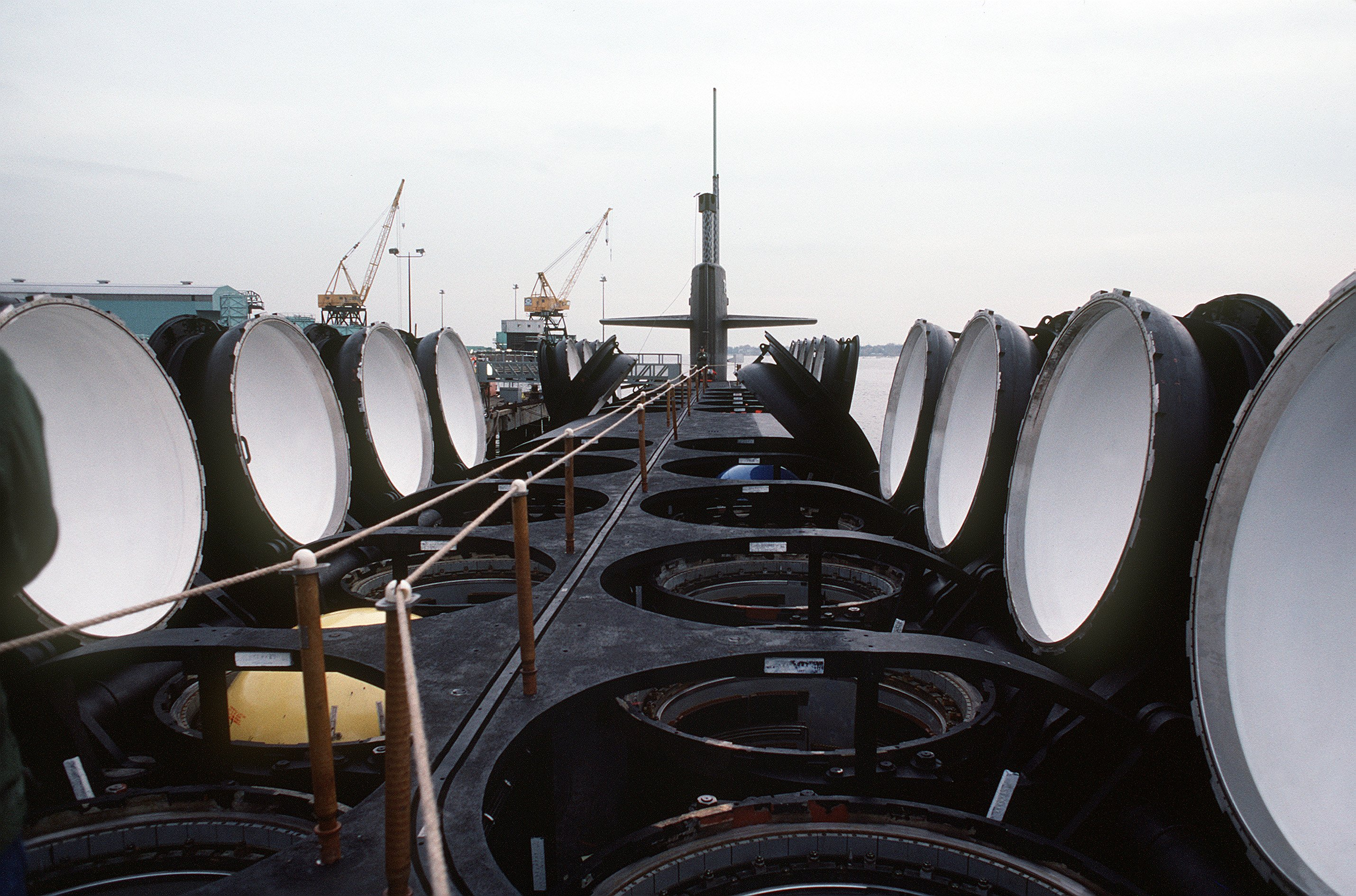
Le premier sous-marin de la classe Ohio avec ses puits de lancement ouverts en 1981.

En 2021, la marine américaine possède 14 sous-marins de ce type.
Le projet Polaris à l'origine de la première série de SNLE en service fait suite à l'abandon du projet Jupiter de l'US Navy en novembre 1956. Ce projet comportait la construction de sous-marins emportant jusqu'à quatre missiles Jupiter. Le projet est abandonné car les sous-marins devaient faire surface pour lancer leurs missiles ; les missiles Jupiter, à carburant liquide, devaient être remplis avant chaque tir, une opération dangereuse à bord d'un sous-marin.

#### Première génération: classeGeorge Washington
Le tout premier SNLE est le USS George Washington (SSBN-598) qui est mis sur cale en janvier 1957 originellement en tant que SNA de la classe Skipjack nommé USS Scorpion. En 1958, les ingénieurs américains y ajoutent une tranche missiles de 40 mètres de long avec 16 tubes de lancement, qui abritent les premiers missiles à propergol solide UGM-27 Polaris A-1 d'une portée de 1 800 km, et le rebaptisent. Il est lancé le 9 juin 1959 et entre en service en décembre 1959.
Ce sous-marin tire ses premiers missiles le 20 juillet 1960 pendant la présidence d'Eisenhower. Mais si durant la crise de Cuba d'octobre 1962, 6 SNLE sont déjà armés de 16 Polaris A1, la fiabilité globale de ce missile n'était estimée qu'a 25 %. En effet, le lanceur lui-même avait un taux de fiabilité de 50 % ou moins, et on estimait à 50 % la probabilité de bon fonctionnement de l'ogive W47Y1 de 600 kilotonnes. Mais lors d'essais en 1966, il y eut trois échecs sur quatre, ce qui fait tomber le taux réel de fiabilité à 12,5 %. Les Polaris A-1 sont remplacés ou convertis par les versions A2 et A3 dans les années qui suivent.

#### Deuxième génération: classesEthan Allen,LafayetteetBenjamin Franklin
La marine américaine souhaitait disposer d'au moins de 45 SNLE en 1965, répartis en cinq flottilles de neuf sous-marins (trois dans l'Atlantique, deux dans l'océan Pacifique).
Les suivants sont construits à grande cadence dans quatre chantiers navals, en moindre nombre et moins rapidement qu'espéré. En 1967, quarante-et-un sous-marins nucléaires lanceurs d'engins des classe George Washington (1959–1985), classe Ethan Allen (1961–1992), classe Lafayette (1963–1994), classe James Madison (1964–1995) et classe Benjamin Franklin (1965–2002) sont en service, équipés chacun de seize missiles ; ce nombre baisse à partir de 1979. Ils remplacent rapidement les quatre sous-marins conventionnels et le SSGN emportant le missile de croisière SSM-N-8 Regulus qui effectueront 41 patrouilles de dissuasion entre septembre 1959 et juillet 1964.
Leurs missiles balistiques sont de forme cylindrique et sont lancés en plongée à faible vitesse — moins de 3 nœuds (6 km/h) — à l'aide d'un générateur de gaz/vapeur d'eau. La mise à feu du premier étage est déclenchée automatiquement après l'émersion, à 30 mètres environ au-dessus de la surface.
Au début des années 1970, sur les quarante-et-un bâtiments en service, une quinzaine est à tout moment opérationnelle et prête à faire feu, douze en entretien courant et sept en grand carénage.
Ils sont dotés de centrale à inertie pour la navigation inertielle et, à partir de la fin des années 1960, du système Transit de navigation par satellite.

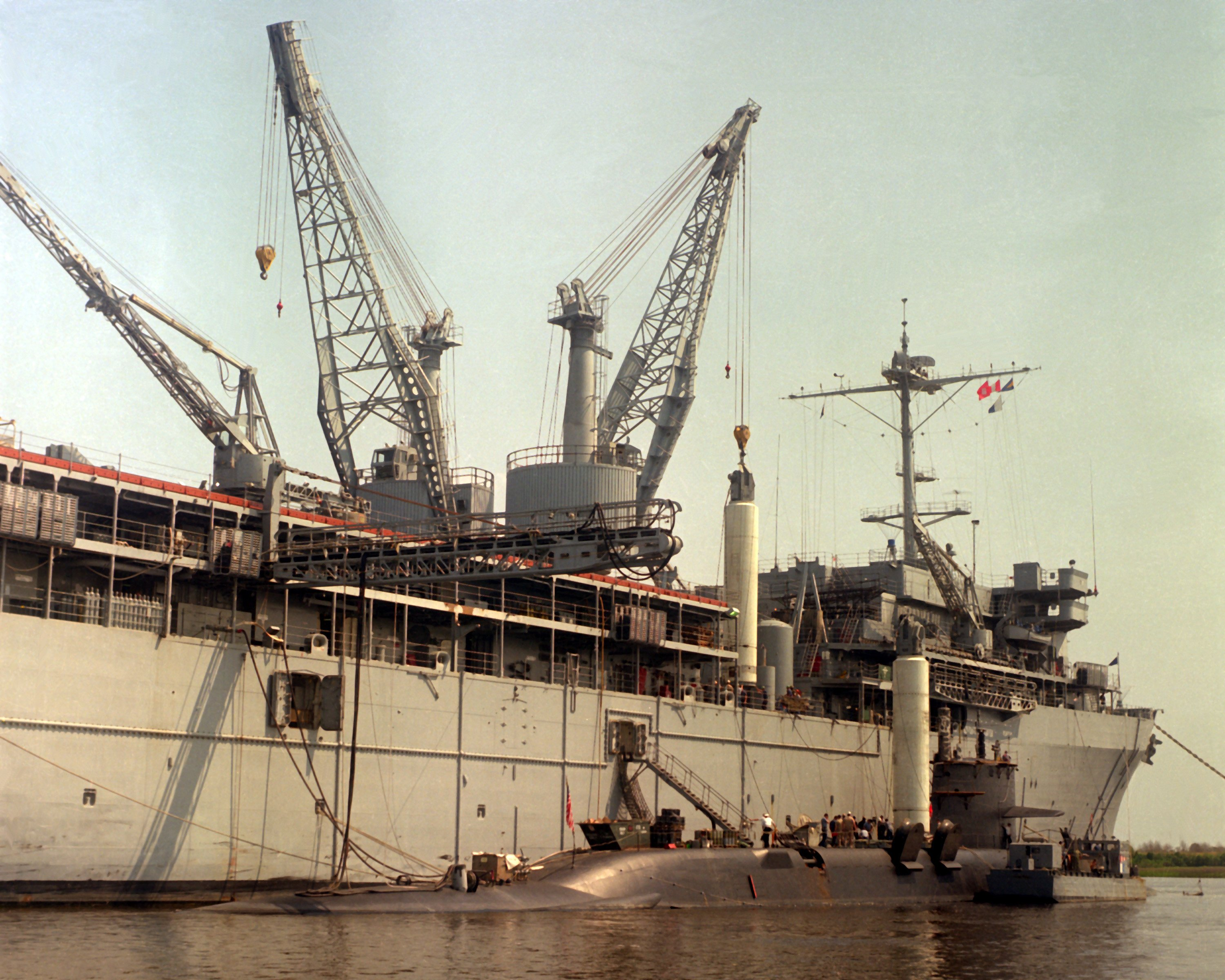
Transbordement de missiles Trident C-4 depuis le ravitailleur de sous-marins USS Simon Lake (AS-33) au SNLE USS Francis Scott Key (SSBN-657) de la en 1981.

Les sous-marins sont regroupés en cinq flottilles dans l'océan Atlantique dans les bases de Holy Loch en Écosse et de Rota en Espagne et dans l'océan Pacifique dans les bases d'Apra à Guam et de Pearl Harbour à Hawaii. Ils s'appuient sur quatre navires ravitailleurs de sous-marins et sur des docks flottants spécialisés ; aux États-Unis contigus, les SNLE sont attachés à la base de Charleston en Caroline du Sud et, accessoirement, à celle de New London dans le Connecticut.

#### Troisième génération: classeOhio
En 1985, durant la dernière phase de la Guerre froide, trente-sept sous-marins pouvant emporter un total de six cent quarante missiles balistiques sont en service (Six classe Ohio, dix-neuf classe Lafayette et douze classe Benjamin Franklin).

Coupe d'un SNLE de la :
1 Dôme du sonar - 2 Réservoirs des ballasts principaux -
3 Salle des ordinateurs - 4 PC radio - 5 Local sonar - 6 Poste de commandement et de contrôle (PCNO) - 7 Poste central de navigation - 8 Local contrôle des missiles - 9 Salle des machines - 10 Compartiment réacteur - 11 Compartiment des auxiliaires no 1 - 12 Poste d'équipage - 13 Compartiment des auxiliaires no 2- 14 Poste torpilles - 15 Carré des officiers - 16 Poste des officiers-mariniers supérieurs - 17 Tranche missile

Les sous-marins de la classe Ohio, dont le premier devient opérationnel en 1981, sont actuellement les seuls de ce type en service aux États-Unis depuis le retrait du dernier des SNLE de première génération le 12 avril 1993.
Depuis les traités de réduction des armes stratégiques, la moitié des sous-marins en mer sont dans un état de semi-alerte. Il faut environ 18 heures à l'équipage pour réaliser les procédures nécessaires au lancement d'un missile nucléaire.
En 2021, l’essentiel de la force de dissuasion américaine continue de reposer sur la composante océanique de la flottille de classe Ohio qui compte quatorze sous-marins armés de 24 Trident II (D5) d'une portée de plus de 8 000 km équipés de quatre à six ogives sur les dix-huit construits. En 2009, il y aurait eu 1 152 ogives opérationnelles W76 et W88 destinées aux 288 missiles Trident II D5 en service. En fin des années 2010, leur nombre devait être réduit à 12.
Ce sont les deuxièmes plus gros sous-marins du monde après les sous-marins russes de la classe Typhoon. Ils sont tous basés dans les deux bases navales de Kings Bay, en Géorgie sur la côte Atlantique, sous le commandement du Submarine Group 10 créé le 1er janvier 1989 et de Kitsap dans la péninsule de Kitsap près de Bangor, dans l'État de Washington sur la côte Pacifique, sous le commandement du Submarine Group 9 créé le 1er juillet 1981. 60 % de la capacité nucléaire sous-marine américaine est à cette date déployée dans l'océan Pacifique contre 15 % durant les années 1980 avec six SNLE stationnés à Kings'Bay et huit à Bangor.

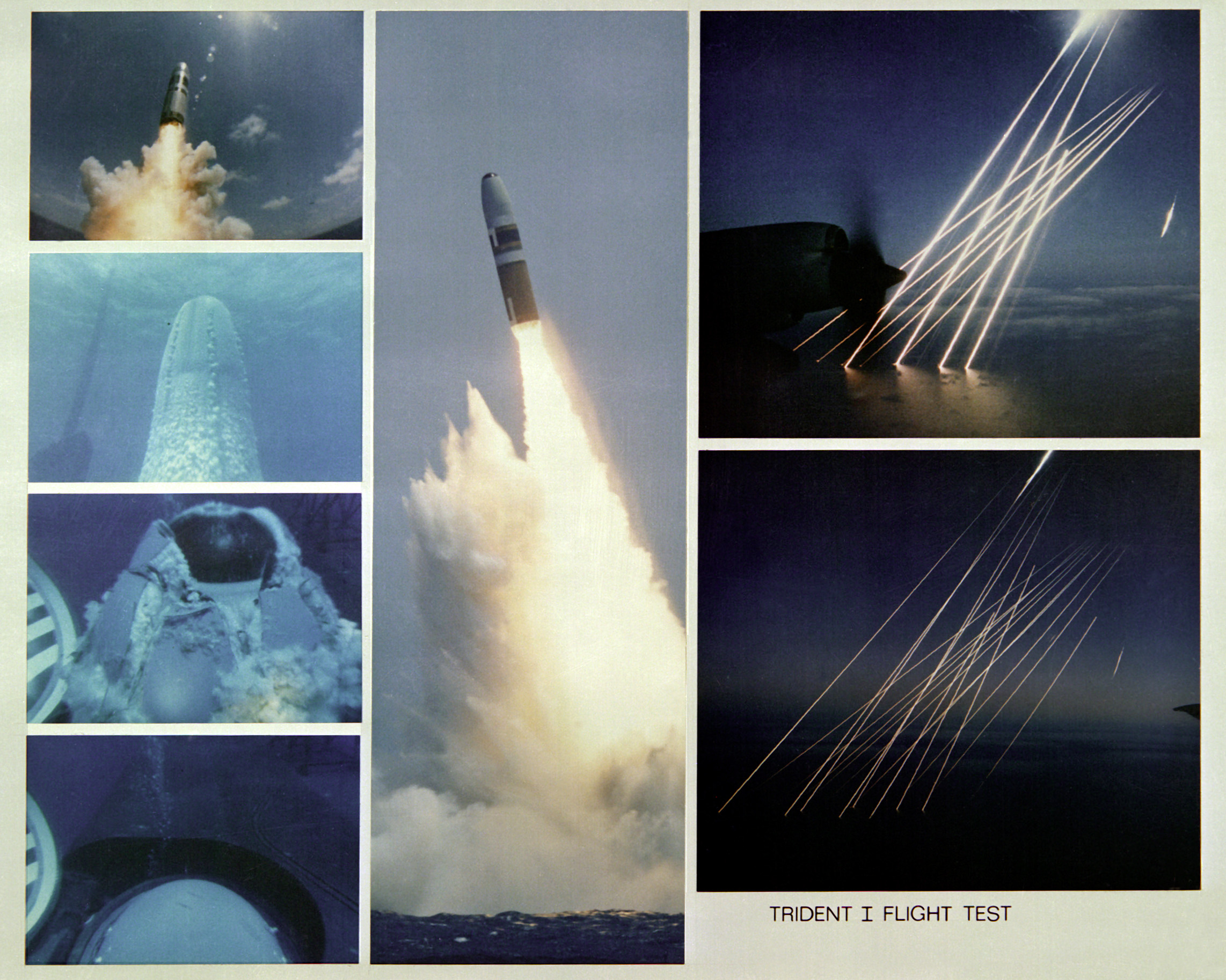
Un montage des diverses phases du lancement d'un missile Trident I (C4) en 1981.

Entre le 15 novembre 1960 et novembre 2004, il y a eu un total de 3 632 patrouilles de dissuasion effectuées par les SNLE américains :
- 1 245 avec des missiles Polaris (Polaris A-1 du 15 novembre 1960 au 14 octobre 1965, Polaris A-2 du 26 juin 1962 au 9 juin 1974, Polaris A-3 du 28 septembre 1964 au 1er octobre 1981) ;
- 1 182 avec des missiles Poseidon du 31 mars 1971 au 1er octobre 1991 ;
- 397 avec des missiles Trident C-4 à bord d'anciennes classes de sous-marins, ce type d'engin sera en service du 20 octobre 1979 au 15 décembre 2003 ;
- 481 avec des missiles Trident C-4 à bord de classe Ohio ;
- 327 avec des missiles Trident D-5 à bord de classe Ohio depuis le 29 mars 1990[18].

Depuis la fin de la Guerre Froide, le nombre de patrouilles de dissuasion effectuées par les SNLE américains diminue. Il était encore de 64 en 1999, de 31 patrouilles par an en 2008 et 2009 et il n’était plus que de 28 en 2011. Plus des deux tiers ont désormais lieu dans le Pacifique face à la Chine, comparativement à seulement 1/7e durant la guerre froide tandis que 4 missiles Trident II ont été tirés lors d'exercices en 2009.
Avec la chute du Bloc de l'Est et la détente qui a suivi sur le plan des armements nucléaires stratégiques, quatre sous-marins de la classe Ohio ont été convertis en sous-marins lanceurs de missiles de croisière (SSGN selon la terminologie OTAN) dont trois dépendent du Submarine Squadron 16 (en) et un du Submarine Squadron 20 (en). Les tubes de lancements peuvent emporter un total de 154 Tomahawk, ce qui donne à chacun de ces sous-marins une puissance de feu considérable contre des objectifs terrestres.
Il est prévu en 2012 que le plus ancien bâtiment de la classe Ohio, le USS Henry M. Jackson (SSBN-730) sera désarmé en 2027 après 42 ans de service. La marine va ensuite retirer les 13 autres SNLE de la classe Ohio à un rythme d'un par an.

#### Quatrième génération: classeColumbia

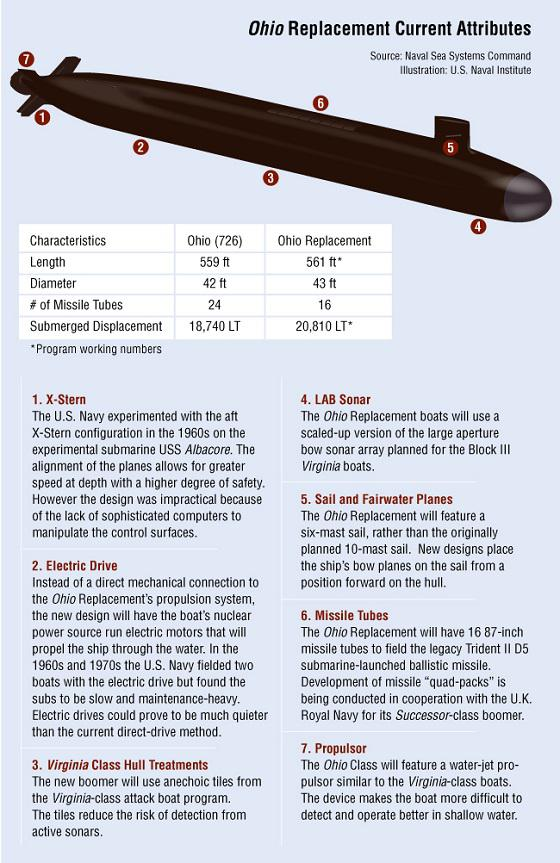
Caractéristiques du SSBN(X) défini en 2012.

Le 31 août 2012 a été signé au Washington Navy Yard un protocole d'accord traçant les lignes directrices du programme de remplacement de la classe Ohio, le Projet SSBN-Xqui prend le nom de classe Columbia en 2016, ainsi que du programme de remplacement des SNLE britanniques de classe Vanguard. La cible pour les États-Unis serait de remplacer les 14 SNLE Ohio par 12 SNLE de la génération suivante, sans pour autant perdre en capacité de dissuasion. La première unité, tête de classe, sera mise sur cale en 2021 pour entrer en service, selon les prévisions de 2019, au plus tard en octobre 2030. La première patrouille devra pouvoir être conduite en 2031. Le programme devra être opérationnel jusqu'aux années 2080. En 2012, on déclare que ce SSBN-X sera dérivé de la conception des sous-marins nucléaires d'attaque de la classe Virginia et reprendra de nombreux composants, pour un coût unitaire (sous-marins 2 à 12) de 4,9 milliards de dollars américains.

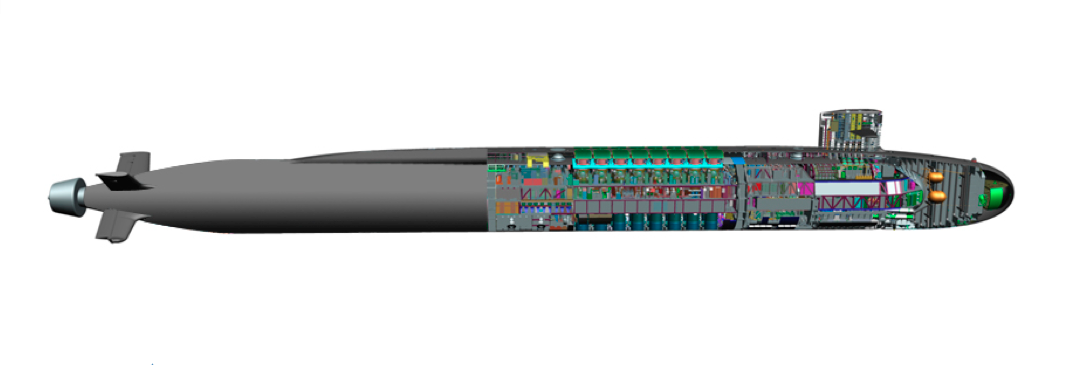
Coupe de la classe Columbia

##### Navires de la classe
| Nom                           | Numero de coque | Constructeur                                        | Ordre           | Pose de quille | Lancement | Commissioné | Port d'attache | Statut          |
| ----------------------------- | --------------- | --------------------------------------------------- | --------------- | -------------- | --------- | ----------- | -------------- | --------------- |
| USS District of Columbia (en) | SSBN-826        | General Dynamics Electric Boat, Groton, Connecticut | 5 Novembre 2020 | 4 Juin 2022    |           |             |                | En construction |
| USS Wisconsin (SSBN-827) (en) | SSBN-827        | General Dynamics Electric Boat, Groton, Connecticut | 5 Novembre 2020 |                |           |             |                | prévu           |
| USS Groton                    | SSBN-828        |                                                     |                 |                |           |             |                | prévu           |

### Russie

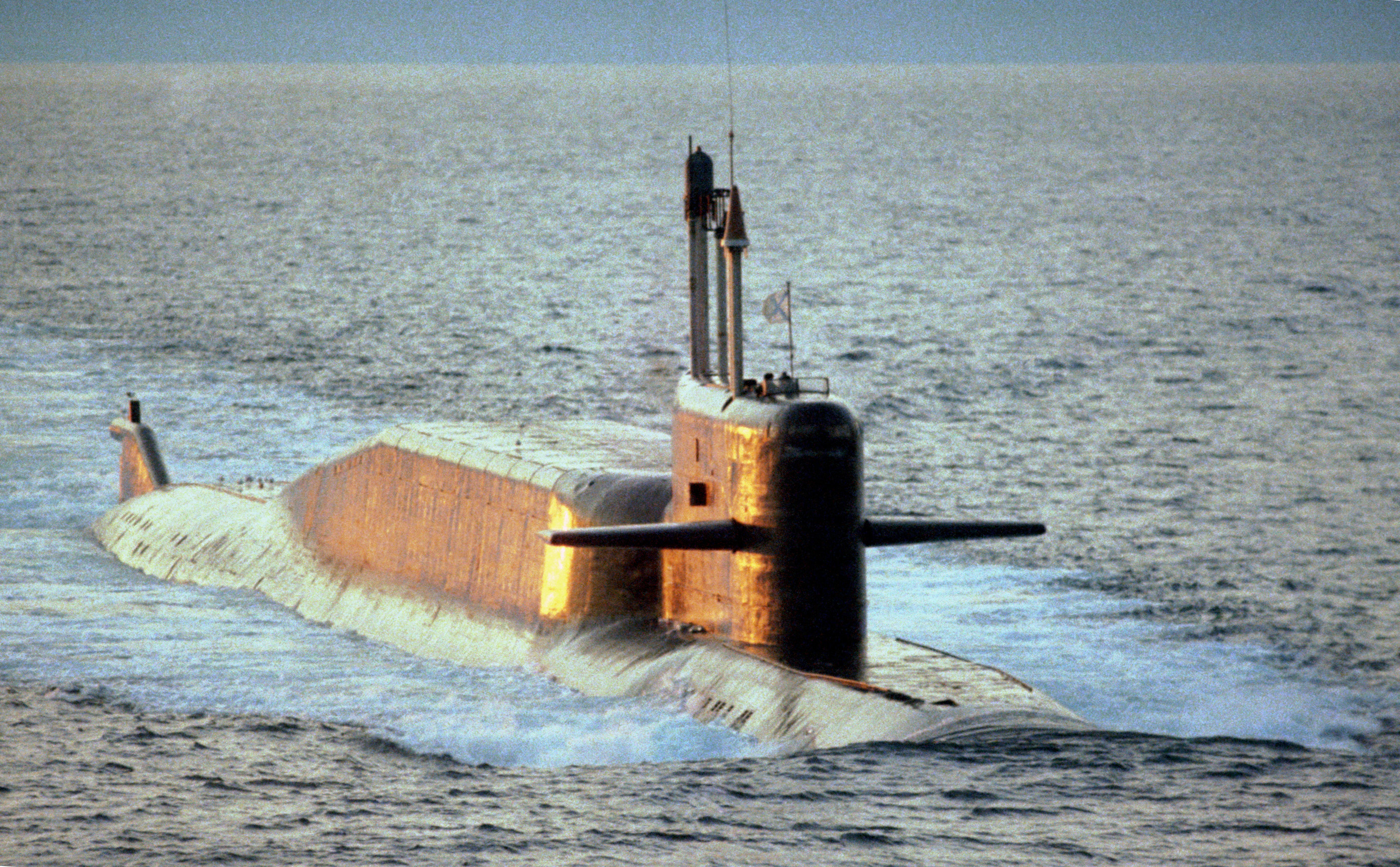
Un Delta IV en surface en 1994.

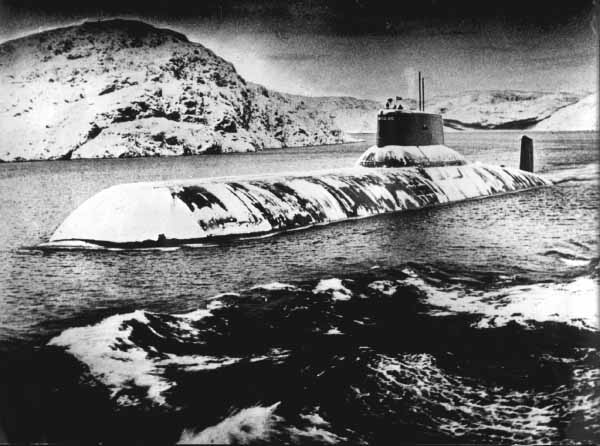
Un sous-marin de classe Typhoon dans la glace, un géant en voie de disparition

La marine russe possède, en juillet 2010, 12 SNLE, dont 4 sont en travaux ou en essais emportant, selon des estimations, un total de 160 missiles stratégiques et 576 ogives opérationnels, contre 15 SNLE en 2006 — 12 opérationnels — et 67 en 1984 au temps de la marine soviétique.
Les premiers sous-marins équipés de missiles balistiques furent des unités de la classe Whiskey (Projet 613, 644 et 665)
Le premier SNLE équivalent aux sous-marins américains fut le K-137 du projet 667A, connu sous le code OTAN de classe Yankee, commissionné le 6 novembre 1967 et emportant 16 missiles stratégiques.
En 1971, l'URSS disposait de 22 sous-marins lance-missiles balistiques à propulsion nucléaire et 20 autres sous-marins diesel portant chacun 2 à 3 missiles R-13.
Elle possède, fin 2010, quatre types différents de SNLE, dont les plus gros sous-marins du monde, ceux de classe Typhoon basés dans deux bases sous-marines, la base navale de Gadjievo appartenant à la Flotte du Nord sur la péninsule de Kola regroupant la majorité des SNLE et la base navale de Vilioutchinsk sur la péninsule du Kamtchatka où sont basés les sous-marins de la classe Delta-III ; en 2008, chacun des 10 SNLE opérationnels aurait accompli une mission de dissuasion et en 2009 sept tirs d'essais de missiles stratégiques ont été notés.

#### Première génération: Projet 658
| Projet | Code OTAN |
| ------ | --------- |
| 658    | Hotel I   |
| 658    | Hotel II  |
| 701    | Hotel III |

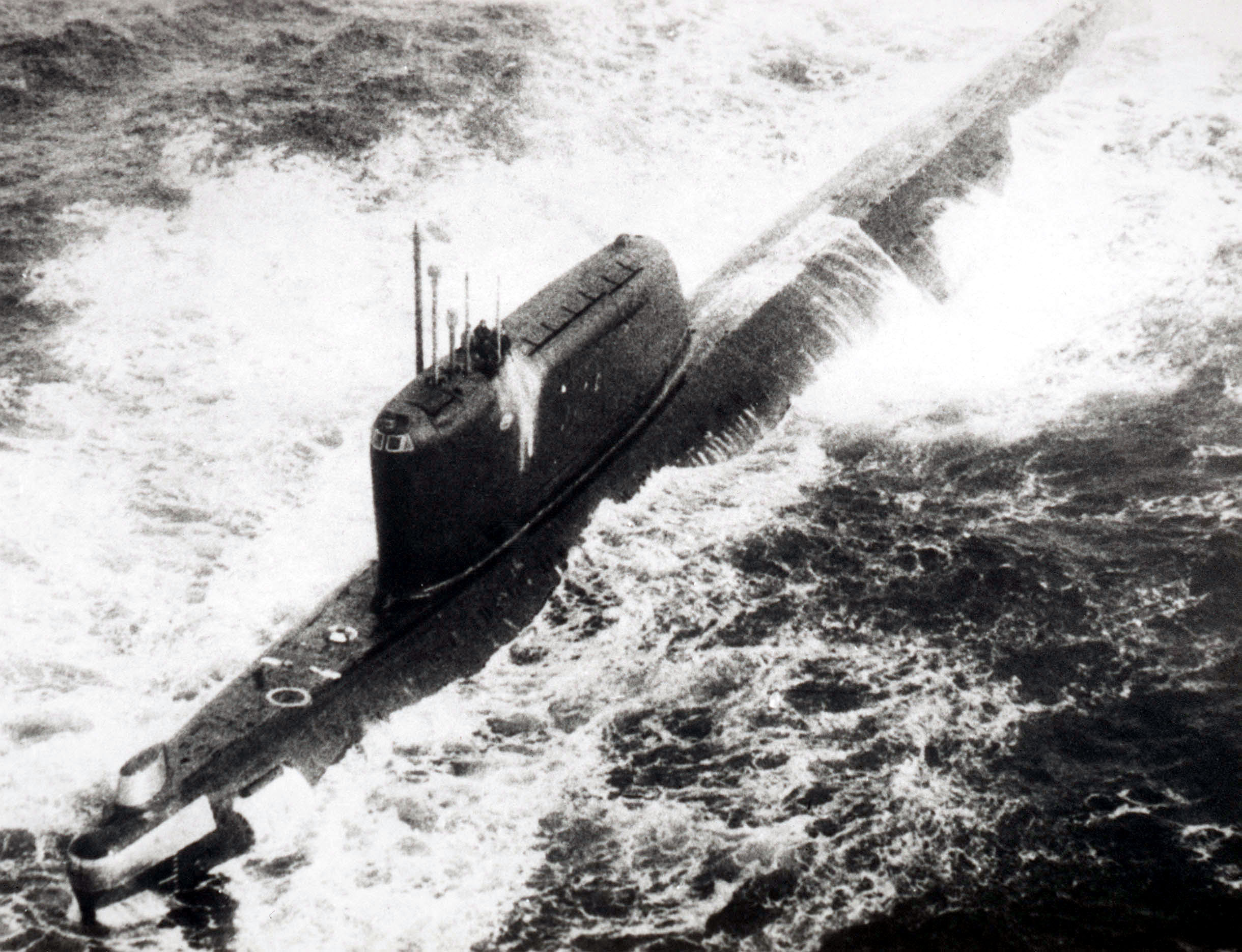
Le sous-marin K-33 de classe Hotel II

- Le K-19 de la classe Hotel (projet 658) est le premier sous-marin à propulsion nucléaire de l'Union soviétique à être équipé de missiles balistiques ; il est entré en service le 30 avril 1961. Son armement était composé de trois R-13 (code OTAN : SS-N-4 Sark) d'une portée d'environ 600 km.
- Huit unités de la classe Hotel étaient en service dans les années 60, elles seront désarmées et démantelées à la fin des années 80.
- Plusieurs versions : 
  - Hotel I : Version initiale avec trois R-13 et système de lancement D-2 obligeant le tir après 12 minutes de surfaçage.
  - Hotel II : En 1961-63, modification de 7 unités Hotel I avec du nouveau système de lancement D-4 et de missiles R-21 (code OTAN : SS-N-5 Sark/Serb, indice GRAU : 4K55) d'une portée de 1 200 km pouvant être tirés à une profondeur de 16 m.
  - Hotel III : En 1969, le K-145 (Hotel I) a été modifié (projet 701) et embarque 6 lanceurs de missiles R-29 Vysota (Code OTAN : SS-N-8 Sawfly).

#### Deuxième génération: Projet 667
| Projet                                             | Code OTAN |
| -------------------------------------------------- | --------- |
| 667A Навага, 667AУ Налим (Navaga; Nalim, Baudroie) | Yankee I  |
| 667AM Навага-М (Navaga-M)                          | Yankee II |
| 667Б Мурена (Murena, anguille)                     | Delta I   |
| 667БД Мурена-М (Murena-M, anguille)                | Delta II  |
| 667БДР Кальмар (Kal'mar, calmar)                   | Delta III |
| 667БДРМ Дельфин (Del'fin, dauphin)                 | Delta IV  |

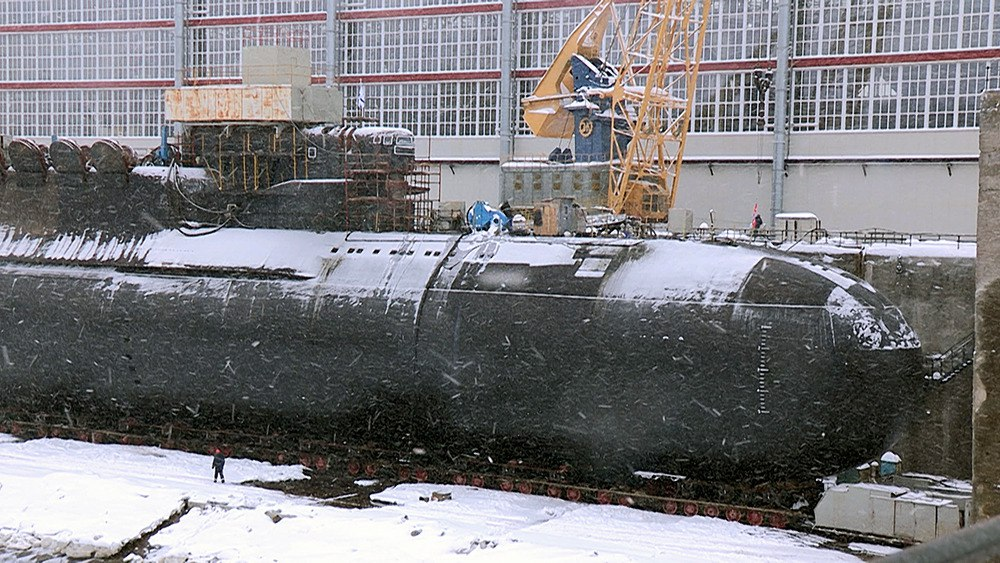
Le K-114 Toula de classe Delta-IV dans au Chantier naval de Zviozdotchka en 2017.

- Projet 667A Navaga ou 667AU Nalim classe Yankee-I: Entrée en service pour la première fois en 1968 ; 34 unités construites. Ils embarquent 16 missiles balistiques R-27 Zyb d'une portée de 1 500 milles marins (2 778 km) à 2 500 milles marins (4 630 km).

- Projet 667AM Navaga M classe Yankee-II: cette version modifiée des sous-marins Yankee I ne comportera qu’un seul bâtiment : le K-140 qui sera converti pour pouvoir emporter 12 missiles R-31 (SS-N-17).

- Projet 667B Murena classe Delta-I: En 1991, sur un total de 18 unités mises en service dans les années 70, neuf sous-marins de la classe Delta-I restent en service actif. Tous les sous-marins de la classe avaient été retirés du service en 1998 et avaient été démantelés en 2005.

- Projet 667BD Murena-M classe Delta-I: Seuls quatre sous-marins seront construits d'après cette spécification et seront rapidement supplantés par les sous-marins de la classe Delta-III, tous les Delta-II avaient été retirés du service en 1996.

- Projet 667BDR Kalmar classe Delta-III : construit à 14 exemplaires à partir de 1976, 4 sont en service, reconvertis comme sous-marin nucléaire auxiliaire (SSAN). Il peut transporter 16 missiles R-29. 3 lots de ces missiles emportant 3 ogives soit un total 196 ogives étaient prévus.

- Projet 667BDRM Del'fin classe Delta-IV : version améliorée du Projet 667BDR. L'URSS en a construit 7, dont 6 sont en service. En 1999, ils étaient en travaux de remise à niveau. Deux étaient encore en chantier en 2010. Ils peuvent transporter 16 missiles R-29 emportant 4 ogives soit un total de 384 ogives emportées pour 4 sous-marins.
- Le 6 août 1991, lors de l'opération Behemoth-2, le sous-marin de classe Delta-IV K-407 Novomoskovsk tire en plongée une salve de 16 missiles R-29RM devenant le seul bâtiment, en 2014, à avoir lancé l'ensemble de sa dotation de missiles[32].

#### Troisième génération: Projet 941
| Projet                    | Code OTAN                                                   |
| ------------------------- | ----------------------------------------------------------- |
| 941 Акула (Akula, requin) | Typhoon (l'OTAN utilise « Akula » pour parler du Shchuka-B) |

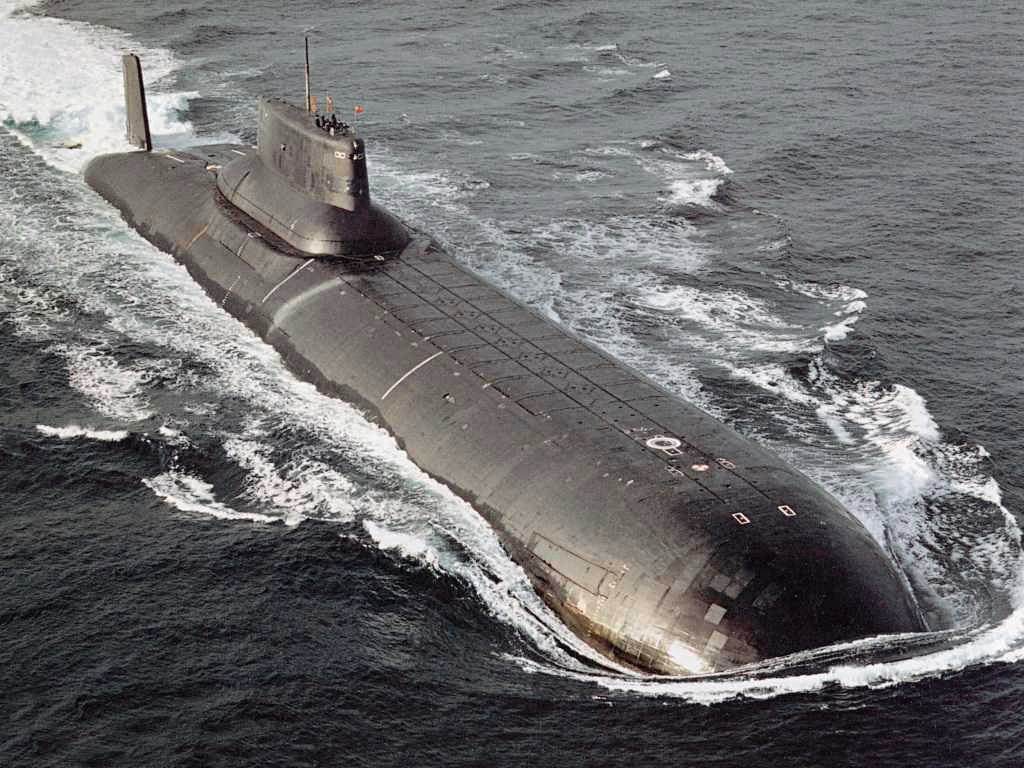
Projet 941 Акула

- Projet 941 Akula classe Typhoon : il peut transporter 20 missiles nucléaires stratégiques R-39 Rif (en) (SS-N-20 Sturgeon). À sa mise en service dans les années 80, il était le plus silencieux des sous-marins soviétiques. Sur un total de six construits, le TK-208 Dimitri Donskoï fut le premier et le dernier mis en service et a servi de banc d'essai à une nouvelle génération de missiles balistiques, le 3M14 SS-N-30 (3M14 Boulava), son retrait du service a été annoncé le 20 juillet 2021. Trois exemplaires déjà retirés du service ont été démantelés.

#### Quatrième génération: Projet 955
| Projet            | Code OTAN |
| ----------------- | --------- |
| 955 Борей (Borei) | Borei     |

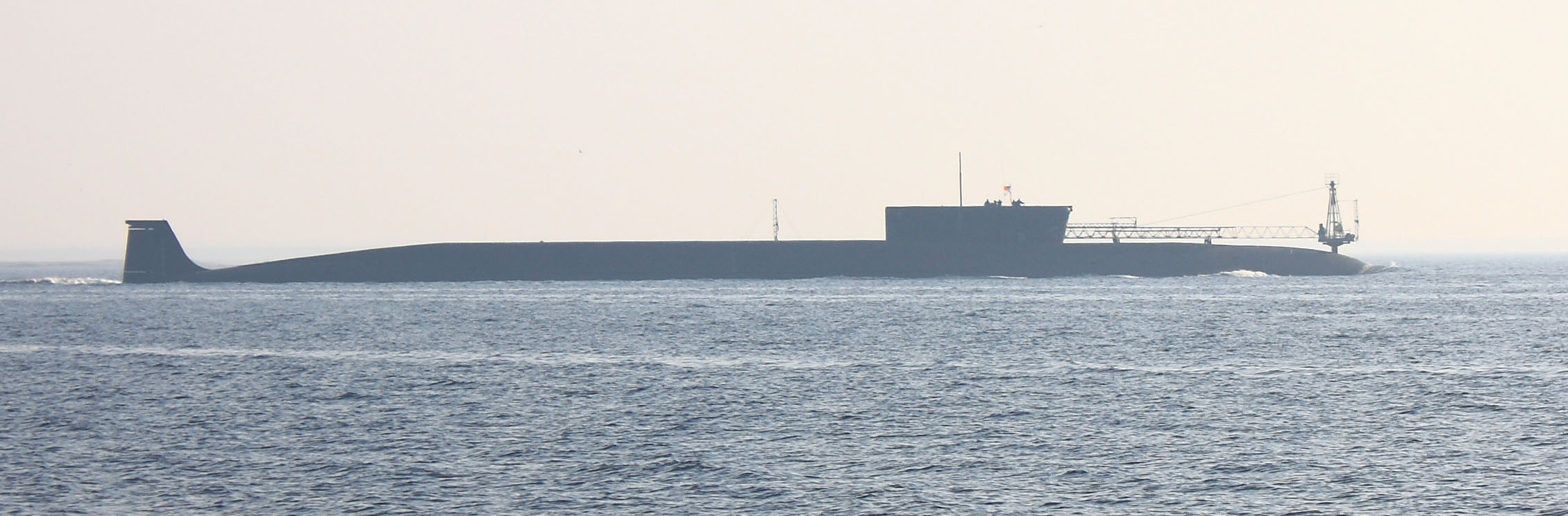
Le K-535 Iouri Dolgorouki en essais en 2010. Il s'agit du premier SNLE de la classe Boreï.

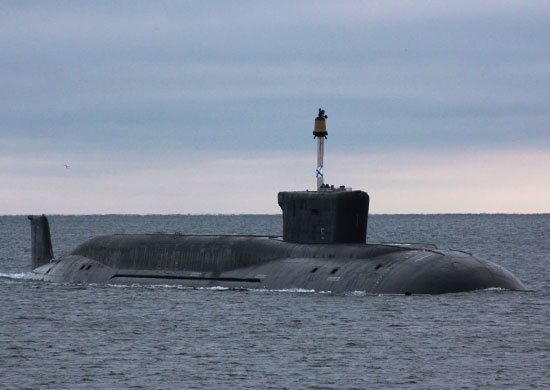
Le K-551 "Владимир Мономах" (Vladimir Monomakh) en 2016

- Project 955 classe Boreï : fin 2014, trois sous-marins de cette classe sont en service alors que la Marine de guerre russe prévoit la mise en chantier de deux bâtiments supplémentaires. Cette classe devait initialement comprendre un total de 8 navires d'ici 2020 et remplacer les éléments des générations précédentes qui sont retirés en 2018. Ils peuvent emporter 16 missiles R-30 Boulava (sur 20 silos prévus)[33],[34]. La planification a du retard et le quatrième entre en service en janvier 2020, un cinquième en 2021 et un sixième prévu en 2022. En 2022, 4 unités sont en construction. un total de dix était prévu en 2020[35]. Deux unités sont rajoutées en 2021 portant le total à 12[36].

### France

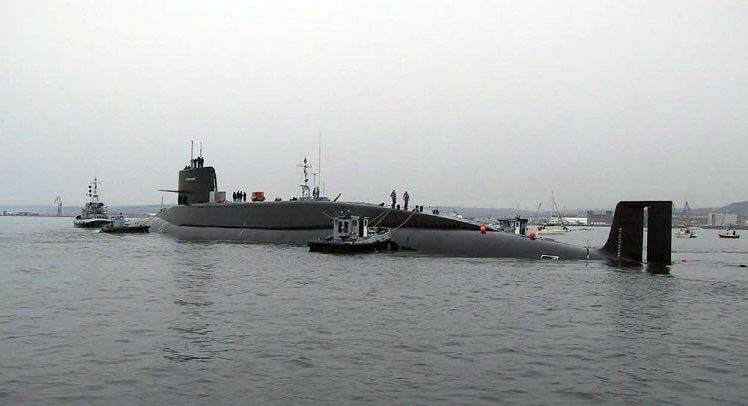
Le Redoutable, premier des SNLE français entra en service le 1 décembre 1971.

Comparaison des systèmes d'armes : à gauche, SNLE équipé du M4. À droite, SNLE-NG équipé du M45, et à droite le futur M51 dont on voit en transparence la silhouette dans le tube du M45.

Les SNLE de la force océanique stratégique forment l'une des deux composantes actuelles de la stratégie de dissuasion nucléaire française, avec les moyens aéroportés de la force aérienne stratégique et de l'aéronautique navale (FANU). L'atout principal du SNLE réside dans sa discrétion acoustique.
Depuis le lancement de ce programme dans les années 1960, la base opérationnelle des SNLE français est l’Île Longue dans la rade de Brest.
La décision de construire un sous-marin diesel destiné aux essais des futurs missiles mer-sol balistiques stratégiques français est prise le 6 décembre 1960. Le Gymnote (S655) de 3 000 tonnes qui servira de banc d'essai pour ce système d'arme sera construit avec les tronçons avant et arrière du projet abandonné de SNA Q 244 et équipé de quatre tubes verticaux lance-missiles. Il entre en service le 17 octobre 1966 et sera désarmé le 1er octobre 1986.
La première classe de SNLE français fut la classe Le Redoutable de 7 500 t dont la mise sur cale de la tête de série a été autorisée en mars 1963 ; la construction débuta en 1964 à l'arsenal de Cherbourg et il fut lancé le 29 mars 1967 en présence du président Charles de Gaulle. Ses essais débutèrent en 1969 et il entra finalement en service le 1er décembre 1971.
De 1972 à avril 2014, 471 patrouilles de SNLE français ont été réalisées et 15 ont été interrompues, une heure ou deux, pour procéder à des évacuations sanitaires. Une patrouille dure environ 17 à 26 semaines, au cours de laquelle le SNLE doit rester indétectable. Les 135 hommes d'équipage vivent donc confinés à bord du sous-marin, sans pouvoir donner de nouvelles à leurs proches. Pour des raisons de discrétion acoustique, la télémédecine est proscrite : en cas de problème de santé, un médecin-chirurgien, assisté d'un infirmier-anesthésiste, peut effectuer à bord du SNLE des interventions chirurgicales.

#### Première génération: SNLE
Six sous-marins de la Classe Le Redoutable pouvant emporter seize missiles balistiques sont construits :
- S611 Le Redoutable (entré en service en 1971, retiré du service en 1991)
- S612 Le Terrible (1973-1996)
- S610 Le Foudroyant (1974-1998), premier sous-marin équipé de M2 puis M20)
- S613 L'Indomptable (1976-2005)
- S614 Le Tonnant (1980-1999)
- S615 L'Inflexible (1985-2008, premier sous-marin équipé de M4)

En novembre 1987, ces SNLE représentent une puissance de destruction de 44 mégatonnes.

#### Deuxième génération: SNLE NG
Quatre SNLE de nouvelle génération (SNLE/NG) de la classe Le Triomphant de 12 600 t sont en service en 2010 dans la force océanique stratégique de la Marine nationale :
- S616 - Le Triomphant (en service depuis 1997)
- S617 - Le Téméraire (en service depuis 1999)
- S618 - Le Vigilant (en service depuis 2004)
- S619 - Le Terrible présenté le 21 mars 2008, est entré en service fin septembre 2010 pour remplacer L'Inflexible, dernier SNLE de la classe Le Redoutable, désarmé en janvier 2008.

Le système d'armes des SNLE-NG est composé de :
- 16 missiles M-45 avec têtes TN75 (dissuasion nucléaire), sauf le Terrible qui est entré en service avec le missile M-51. Le missile M-51, d'une portée accrue, a succédé au missile M-45 en 2010 et équipe l'ensemble des SNLE depuis la fin de l'indisponibilité du Triomphant en 2018 ;
- 4 tubes de 533 mm pour torpilles F17mod2 et missiles Exocet SM39 (missile anti-navire).

Les vecteurs sont, dans les années 2000, 64 missiles mer-sol balistiques stratégiques M45 qui sont remplacés dans les années 2010 par 60 M51, soit 3 lots de missiles pour 4 sous-marins. La mission d'un SNLE français est simple : quitter son port d'attache, de la façon la plus discrète possible, puis rester indétectable tout au long de sa mission pour pouvoir à tout moment déclencher le feu nucléaire, sur ordre du président de la République française.

#### Troisième génération: SNLE 3G

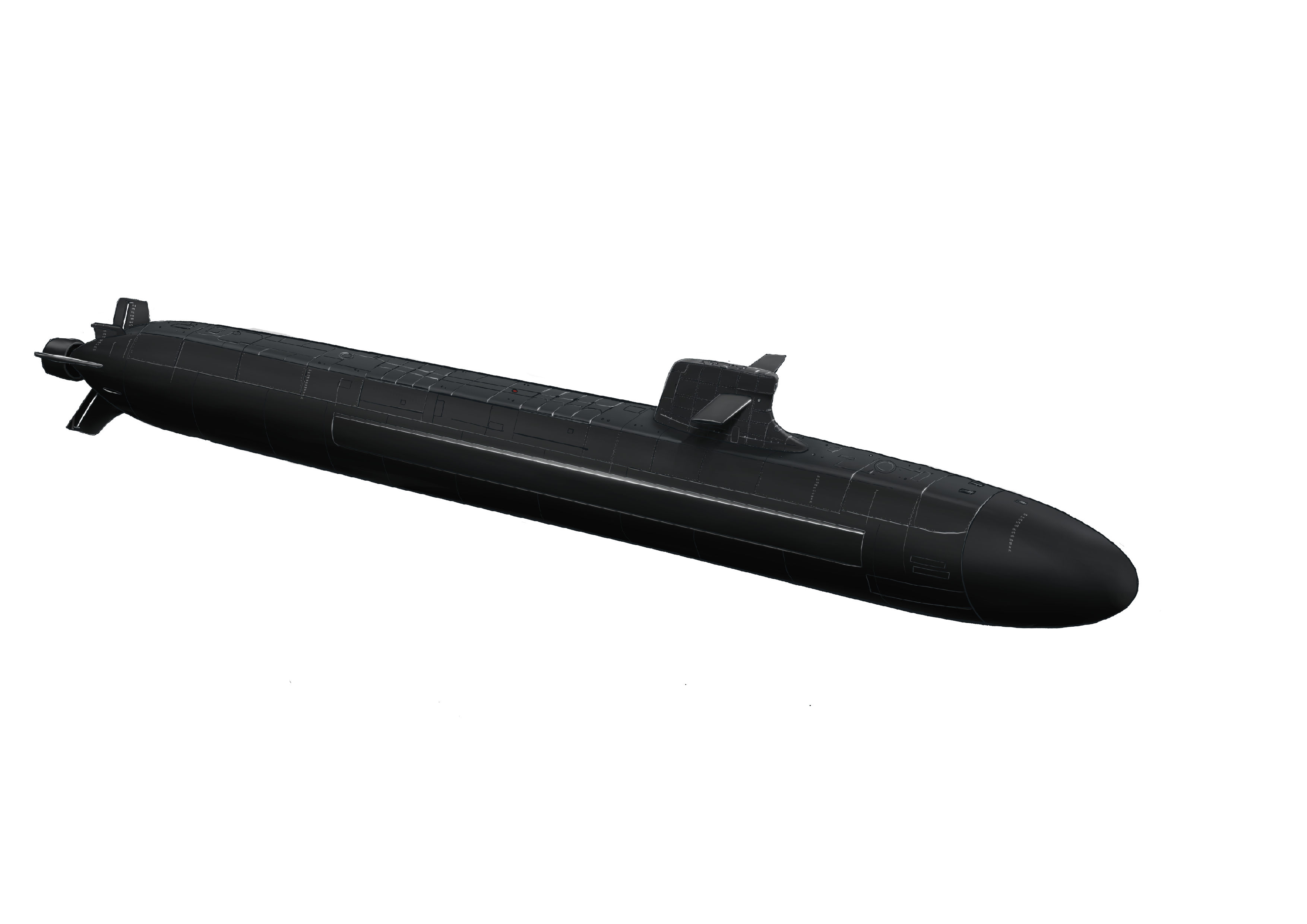
Vision d'artiste du SNLE 3G.

La construction du premier navire de la classe débutera en 2024 aux chantiers de Naval Group à Cherbourg, pour une mise en service du premier sous-marin en 2035.

### Chine

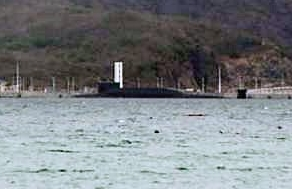
Un SNLE type 094, appelé aussi classe Jin.

La marine de l'armée populaire de libération a mis à flot son premier SNLE du type 092 (appelé Classe Xia par les forces occidentales), le 406 Changzheng le 30 mars 1981, il est entré en service en 1987. Un second exemplaire portant le même numéro de coque lancé en 1982 aurait été perdu en mer en 1985.
C'est en fait un classe Delta-III soviétique modifié qui transporte 12 missiles nucléaires chinois Ju Lang-1 (Code OTAN CSS-N-3) d'une portée de 2 150 km et possédant aussi 6 tubes lance-torpilles de 533 mm. Son port d'attache est la base navale de Jianggezhuang (en) à 25 km de Qingdao.
Les Chinois mettent au point un autre SNLE de conception entièrement chinoise, le type 094 (appelé classe Jin par les forces occidentales) armé de 12 Ju Lang-2 d'une portée estimée à 8 000 km dont le premier est lancé en juillet 2004. Mais l'Office of Naval Intelligence affirme, en 2009, qu'il est trop bruyant.
En mai 2008, deux 094 ont été lancés et au début de 2016, quatre sont à flot. Le sixième, le Changzheng-18, est mis en service le 23 avril 2021. On estime à cette date que huit seront construits au total.
Des maquettes d'une prochaine génération désignée type 096 pouvant emporter 24 missiles ont fait leur apparition en 2009, des rumeurs couraient en 2013 sur une première patrouille en 2014.
Le SSB Golf type 31 (immatriculé 200) est un bâtiment d'essais servant aux expérimentations des SLBM, lancé en 1966 qui aurait été remis en état en 2009. En 2012, entre en service son successeur, le type 032, qui est le plus grand sous-marin diesel de nos jours avec une longueur de 92,6 m et un déplacement en plongée estimé à 6 628 tonnes et disposant de deux puits de lancement.
Il semble que ces sous-marins n'embarquent pas d'armes nucléaires hors période de crise jusqu'en 2015 où l'on annonce leur première mission de dissuasion.
Pékin construit dans les années 2000 une base navale secrète à Sanya (aussi connue sous le nom de Yulin) sur l'île de Hainan dotée des infrastructures nécessaires pour dissimuler une flotte entière de sous-marins nucléaires des regards indiscrets de satellites espions adverses.

### Royaume-Uni

#### Première génération: Classe Resolution

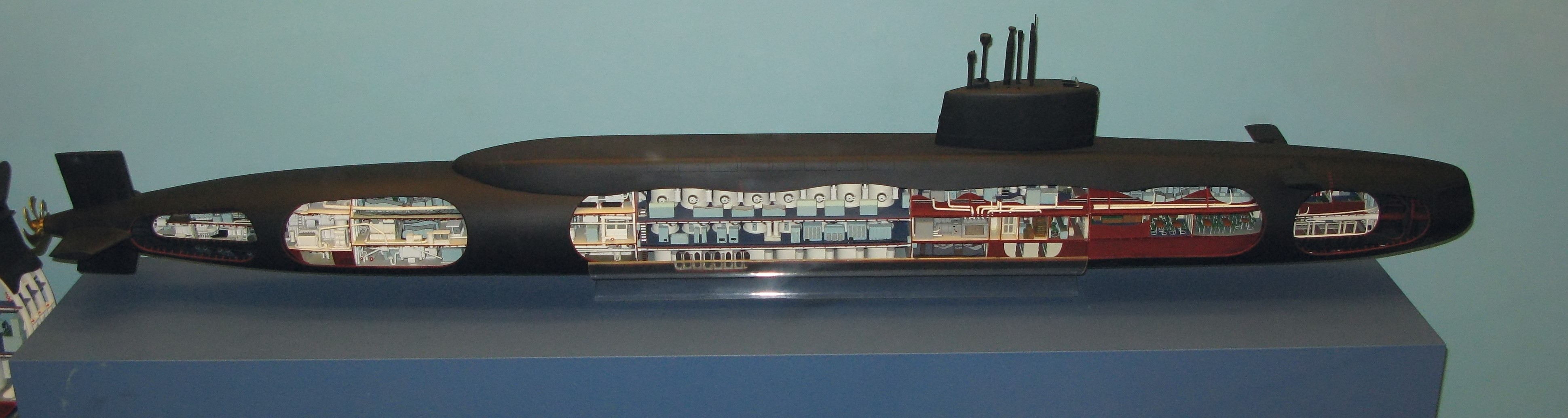
Maquette du, le 1er SNLE britannique. On distingue les 2 rangées de silos entre le kiosque et la salle des machines.

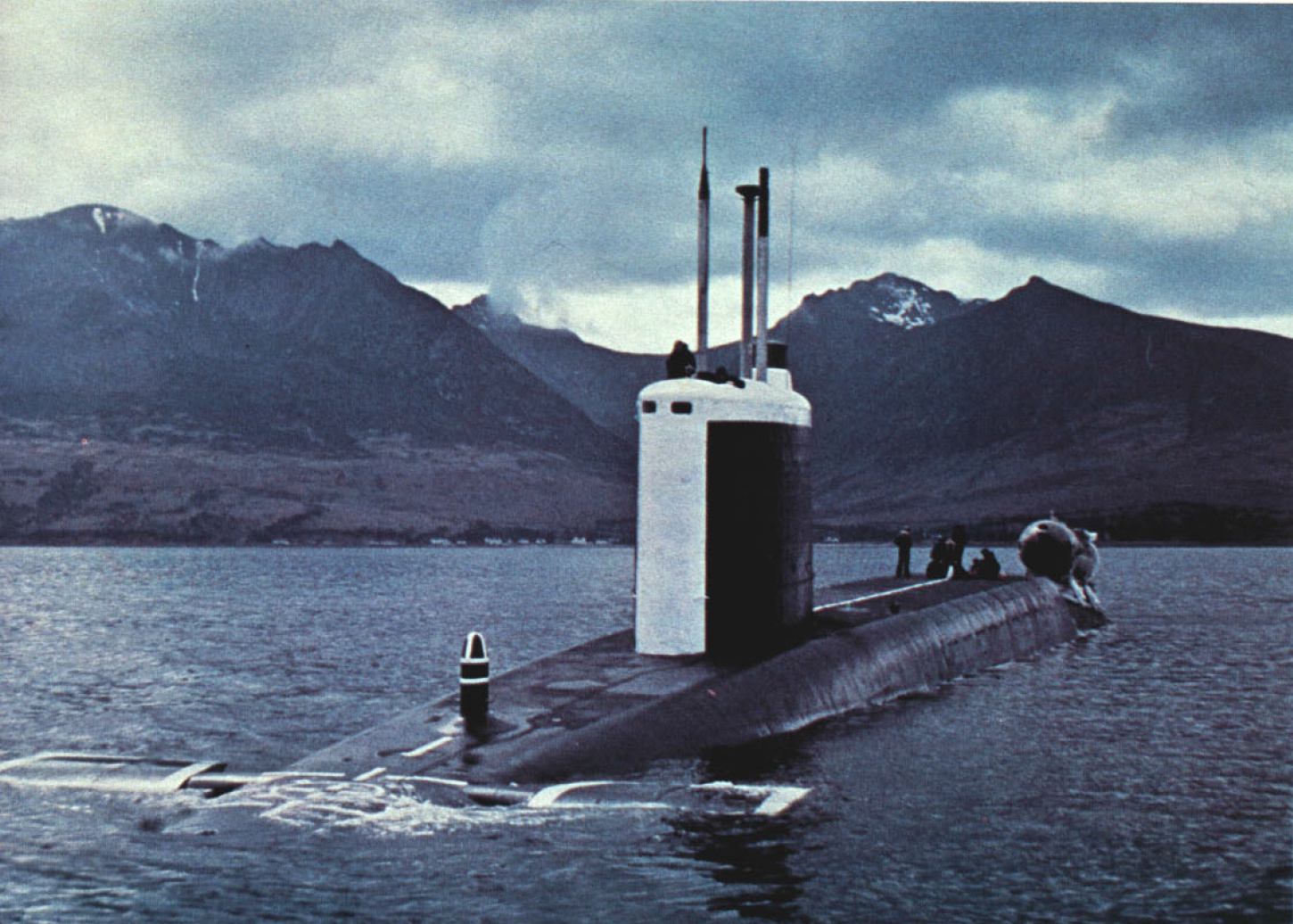
Le dans le Firth of Clyde en 1979.

Dans les années 50, la dissuasion nucléaire du Royaume-Uni était basée sur des frappes aériennes mais l'évolution des radars et du missile surface-air rendent de plus en plus vulnérables les bombardiers de la force de frappe stratégique. La Royal Navy se retourne donc sur le nouveau système Polaris pour développer un nouveau sous-marin. Cinq SNLE de la classe Resolution sont alors prévus, mais seules quatre unités sont commandées en mai 1963 à Vickers Armstrongs Shipbuilders et Cammell Laird. Le design est une modification du sous-marin de classe Valiant pour intégrer le compartiment des 16 missiles entre l'aileron et le réacteur nucléaire. Ils sont lancés entre 1966 et 1968 et la tête de série est entrée en service en octobre 1967; leur port d'attache est la Her Majesty's Naval Base Clyde dans la région d'Argyll and Bute dans l'ouest de l'Écosse. Il s'agissait des :
- HMS Resolution
- HMS Repulse
- HMS Renown
- HMS Revenge

#### Seconde génération: classe Vanguard

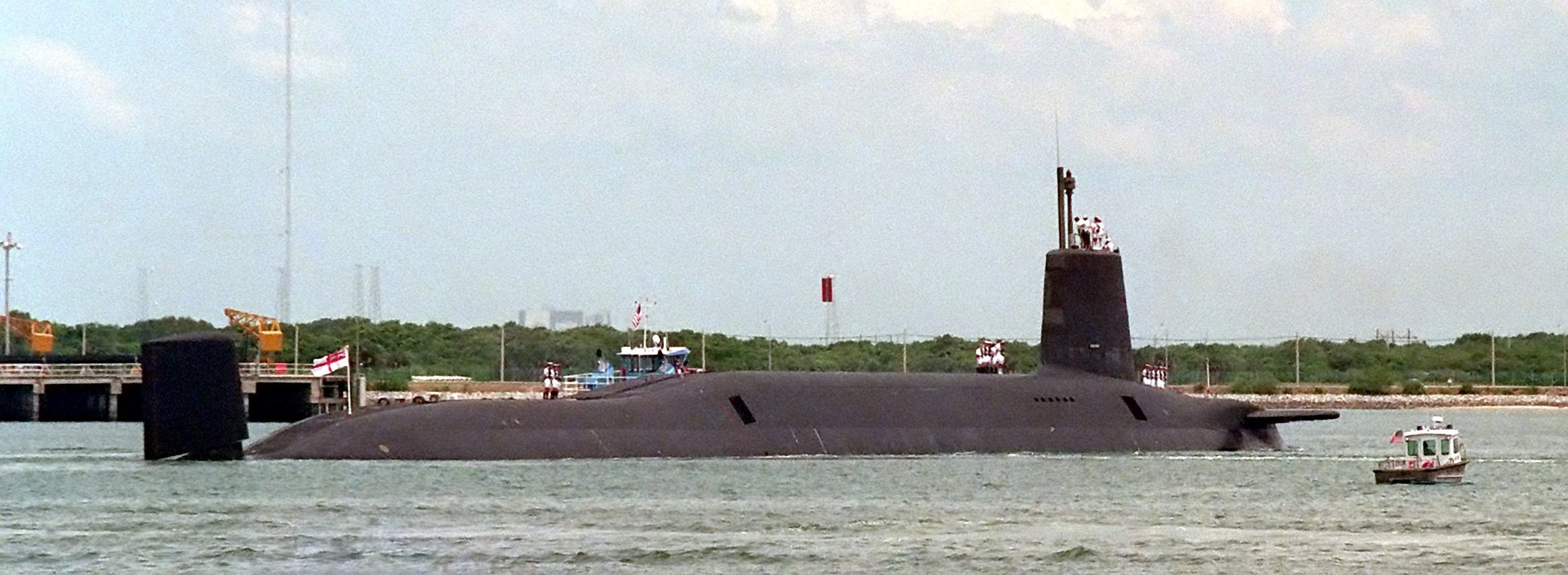
Le en 1994.

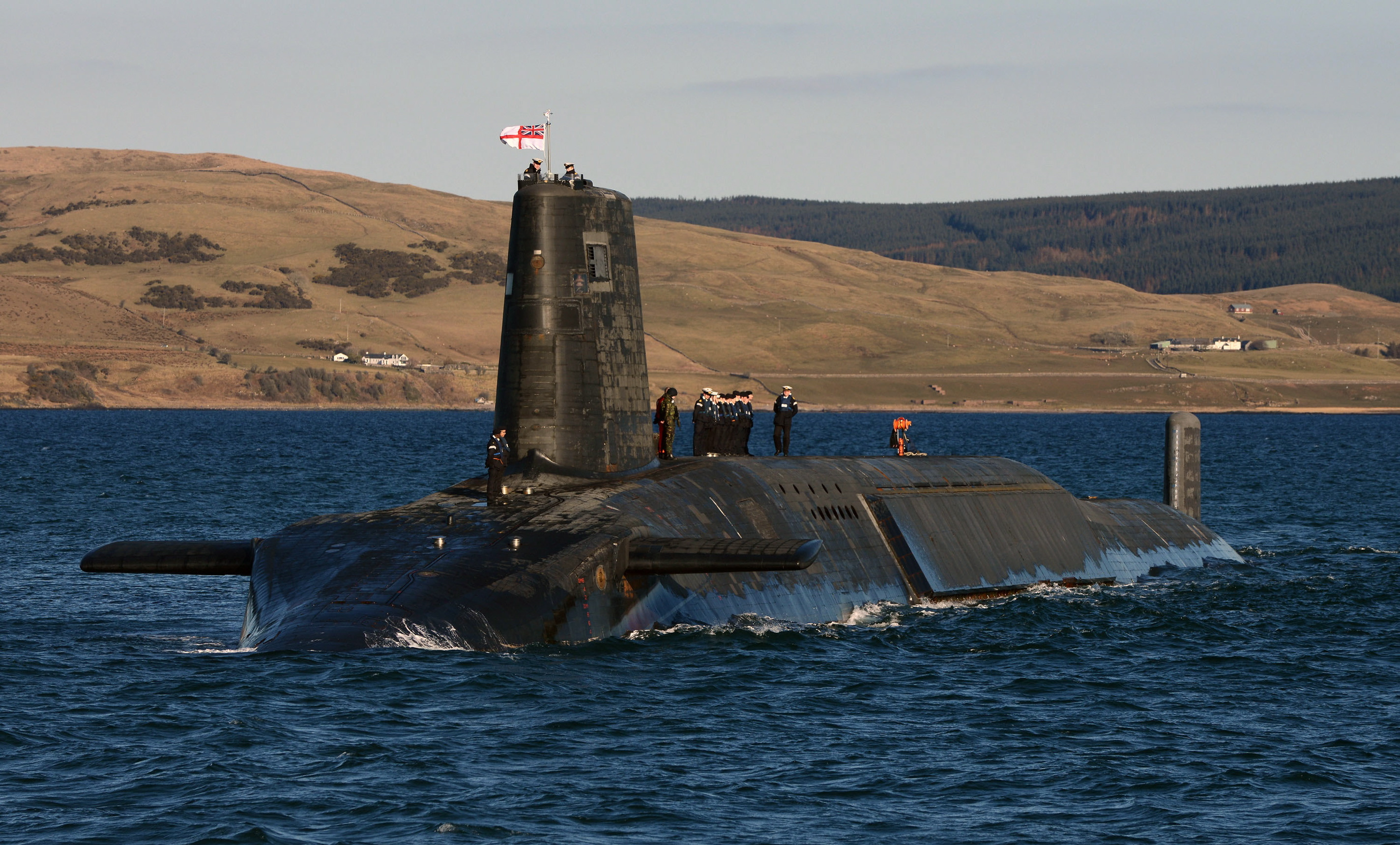
Le en 2013.

La classe Vanguard est une classe de 4 SNLE de nouvelle génération de la Royal Navy, commissionnés de 1994 à 1999. Ils déplacent presque le double de leurs prédécesseurs de la classe Resolution.
Pouvant emporter 16 missiles Trident D5, ils sont l'unique vecteur de l'arsenal nucléaire du Royaume-Uni depuis le retrait des bombes nucléaires larguées par bombardiers en 1998. 
Depuis 1999, la Royal Navy déploie quatre SNLE de la classe Vanguard, emportant au total environ 160 ogives; Dépendant du Royal Navy Submarine Service, il s'agit des :
- HMS Vanguard
- HMS Victorious
- HMS Vigilant
- HMS Vengeance

Leur port d'attache est la Her Majesty's Naval Base Clyde dans le comté d'Argyll and Bute dans l'ouest de l'Écosse.
En juin 2011, le nombre de têtes nucléaires embarquées sur chaque sous-marin nucléaire lanceur d’engins britannique a été réduit de 48 à 40 ; le nombre de missiles opérationnels Trident D5 embarqués sur chaque sous-marin sera réduit à 8 et le nombre total de têtes nucléaires opérationnelles passera de 160 à 120 d’ici 2015.
La Grande-Bretagne attribue à ses patrouilles de SNLE une mission « substratégique » pour compléter son rôle stratégique. Sur le plan opérationnel, cela signifie probablement que certains des missiles ont une seule ogive. Ces ogives pourraient être utilisés pour attaquer des adversaires régionaux (États dits « voyous ») qui possèdent des armes de destruction massive, une mission qui ne nécessiterait pas une attaque importante. La mission substratégique peut également exiger des petites options de rendement d'ogives. Ceci peut être obtenu en choisissant de faire exploser uniquement la partie primaire d'une ogive, qui produirait une explosion d'une kilotonne ou moins, ou en choisissant de faire exploser la partie primaire stimulée, ce qui produirait une explosion de l'ordre de quelques kilotonnes.

#### Troisième génération: Classe Dreadnought
D'ici 2015, la Royal Navy prévoit de maintenir à quatre son nombre de SNLE. En 2007, le Parlement du Royaume-Uni a décidé de lancer un programme de renouvellement de la flotte avec mise en service de trois nouveaux sous-marins pour remplacer les Vanguard à partir de 2022. En 2016, il est décidé le lancement de 4 SNLE de la classe Dreadnought à partir de 2028, ces navires devant rester en service jusqu'aux années 2060.

### Inde

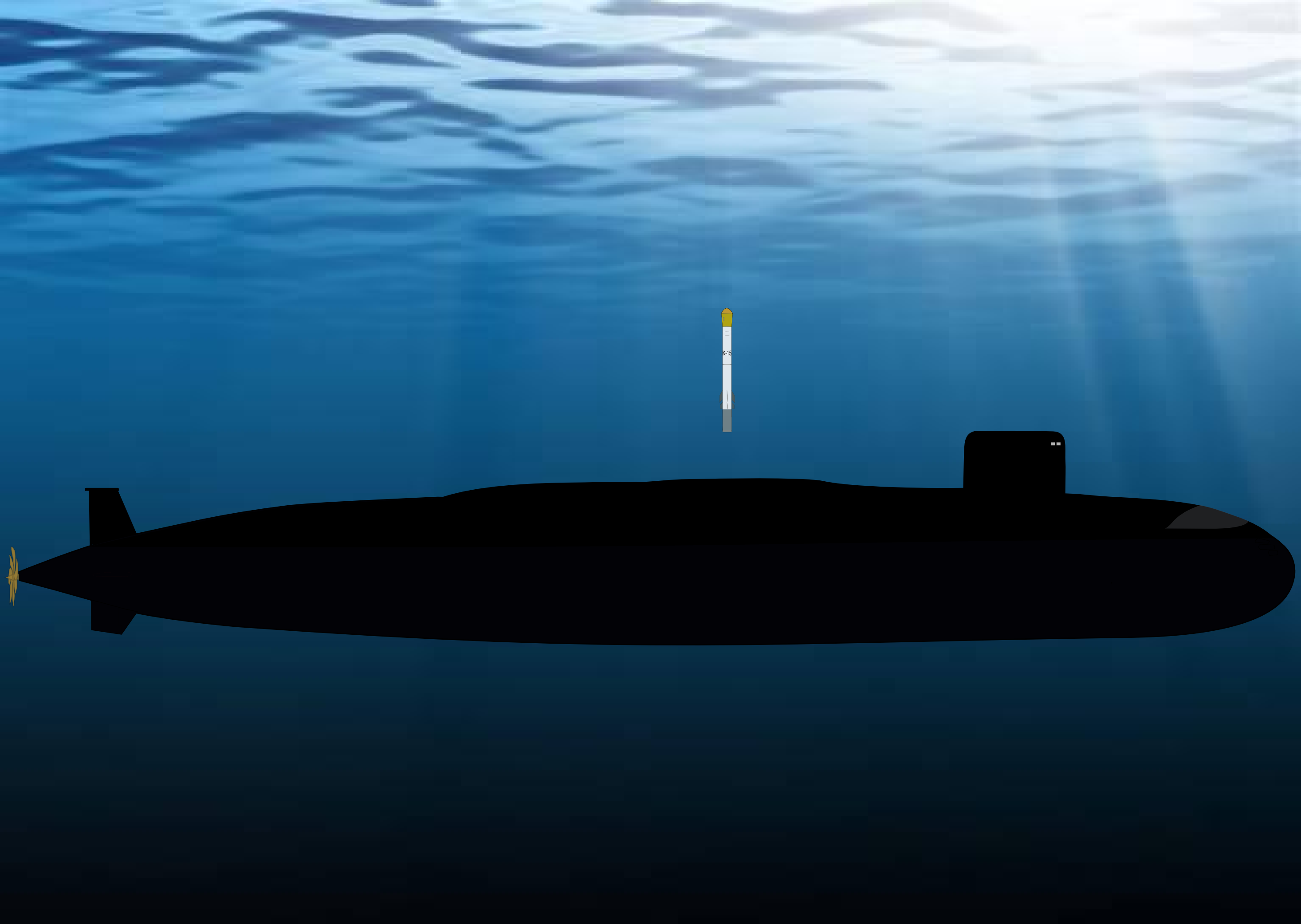
Vue d'artiste du lancement d'un missile balistique Sagarika depuis un sous-marin de classe Arihant.

La marine indienne a mis sur cale en 1998 son premier SNLE de la classe Arihant de 110 m de long. Ce projet était appelé Advanced Technology Vessel avant de recevoir le nom de Arihant. Il a été lancé le 26 juillet 2009.
La mise en service de l'Arihant avec douze missiles K-15 Sagarika de plus 700 km de portée est prévue pour 2015. En juillet 2013, la divergence du réacteur nucléaire de l’Arihant a lieu, et à l’issue d’une série d’essais à la base navale de Vishakhapatnam, dans le golfe du Bengale, il prend la mer pour la première fois.
Le deuxième sous-marin de cette classe, le INS Arighat, le second SNLE indien a été mis sur cale en mai 2011 pour un lancement annoncé, en décembre 2015, pour 2016. Il est finalement lancé le 18 octobre 2017 et sa mise en service est annoncé le 29 août 2024 avec beaucoup de retard. Il devrait être armé directement de quatre K-4.
Le troisième SNLE indien, immatriculé S4 et en cours de construction en 2022, fait environ 130 m de long et aurait 8 puits à missiles dans une seule rangée.